# Història de Turquia

Mapa de l'Imperi hitita en la seva màxima extensió, amb el domini hitita en 1350–1300 aC representat per la línia verda

La història de Turquia abasta la història de la regió ara coneguda com a Turquia (mot derivat del llatí medieval Turchia, és a dir, 'terra dels turcs'), incloent-hi les àrees conegudes com a Anatòlia i Tràcia oriental, des de la prehistòria fins a l'època de la república turca moderna.
Turquia ha estat habitada des del Paleolític, incloent diverses civilitzacions anatòlies i antics tracis. Les restes de les civilitzacions de l'edat de bronze, com ara els hitites, proporcionen exemples de la vida dels seus ciutadans i del seu comerç. Després de la caiguda dels hitites, hi van aparèixer nous estats, com ara Frígia i Lídia, a la costa occidental quan la civilització grega començava a florir.
El creixent Regne persa finalment els absorbeix. Després de la invasió persa, el seu expansionisme entra en conflicte amb el monarca grec Alexandre el Gran, que va expulsar els perses amb èxit. Tot i que posà fi a l'Imperi persa, el seu regnat va ser breu i el seu imperi es va trencar des de la seva mort. La major part d'Anatòlia, finalment va caure sota l'Imperi Selèucida, el més gran dels territoris d'Alexandre, però aquests van ser rebutjats pels romans al 191 aC, i la major part de les seves terres van tornar als regnes locals, com ara el Regne de Pèrgam. El control romà es va enfortir gradualment i va forjar províncies de les terres d'Anatòlia, però l'Imperi Romà es va veure afeblit per les successives guerres civils i les invasions bàrbares. Això va donar com a resultat divisions periòdiques de l'imperi.
Al segle iv, a la part est de l'Imperi Romà es va establir una nova capital a Constantinoble. Partint de l'imperi occidental, l'Imperi Romà d'Orient hi va aconseguir florir durant gairebé mil anys.
Els oghuz van començar a emigrar cap a Anatòlia en el context de la major expansió turca, i formaren l'Imperi Seljúcida al segle xi dC. Després de les victòries sobre les forces de l'Imperi Romà d'Orient el 1071 durant la batalla de Mantziciert, el procés es va accelerar. La dinastia seljúcida controlà Turquia fins que el país fou envaït pels mongols després de la batalla del Kösedağ. Durant els anys en què el país estigué sota el domini mongol, van néixer alguns petits estats turcs. Un d'aquests estats fou el beilicat otomà, que ràpidament controlà Anatòlia occidental i van conquistar gran part de Rumèlia. Finalment, després de la conquesta d'Istanbul, l'estat otomà es convertiria en un gran imperi, anomenat Imperi turc a Europa. A continuació, l'imperi es va expandir a Anatòlia oriental, el Caucas, l'Orient Mitjà, Europa central i Àfrica del Nord. Tot i que el poder i el prestigi de l'Imperi Otomà va atènyer el punt màxim al segle xvi no va aconseguir plenament l'avanç tecnològic en les capacitats militars de les potències occidentals en el segle xix. No obstant això, Turquia s'ho va manegar per mantenir la seva independència, si bé alguns dels seus territoris van ser cedits als seus veïns i alguns països petits se'n va independitzar.
Després de la Primera Guerra Mundial en la qual l'Imperi Otomà va ser derrotat, la major part d'Anatòlia i Tràcia oriental foren ocupades per les potències aliades. Per tal de resistir l'ocupació, un grup de joves oficials de l'exèrcit va formar un govern a Ankara. El líder electe d'aquest govern, Mustafa Kemal, organitzà una reeixida Guerra d'Independència en contra de les potències aliades. Després de l'alliberament d'Anatòlia i Tràcia oriental, la República de Turquia es va establir el 1923 amb la seva capital a Ankara.

## Prehistòria

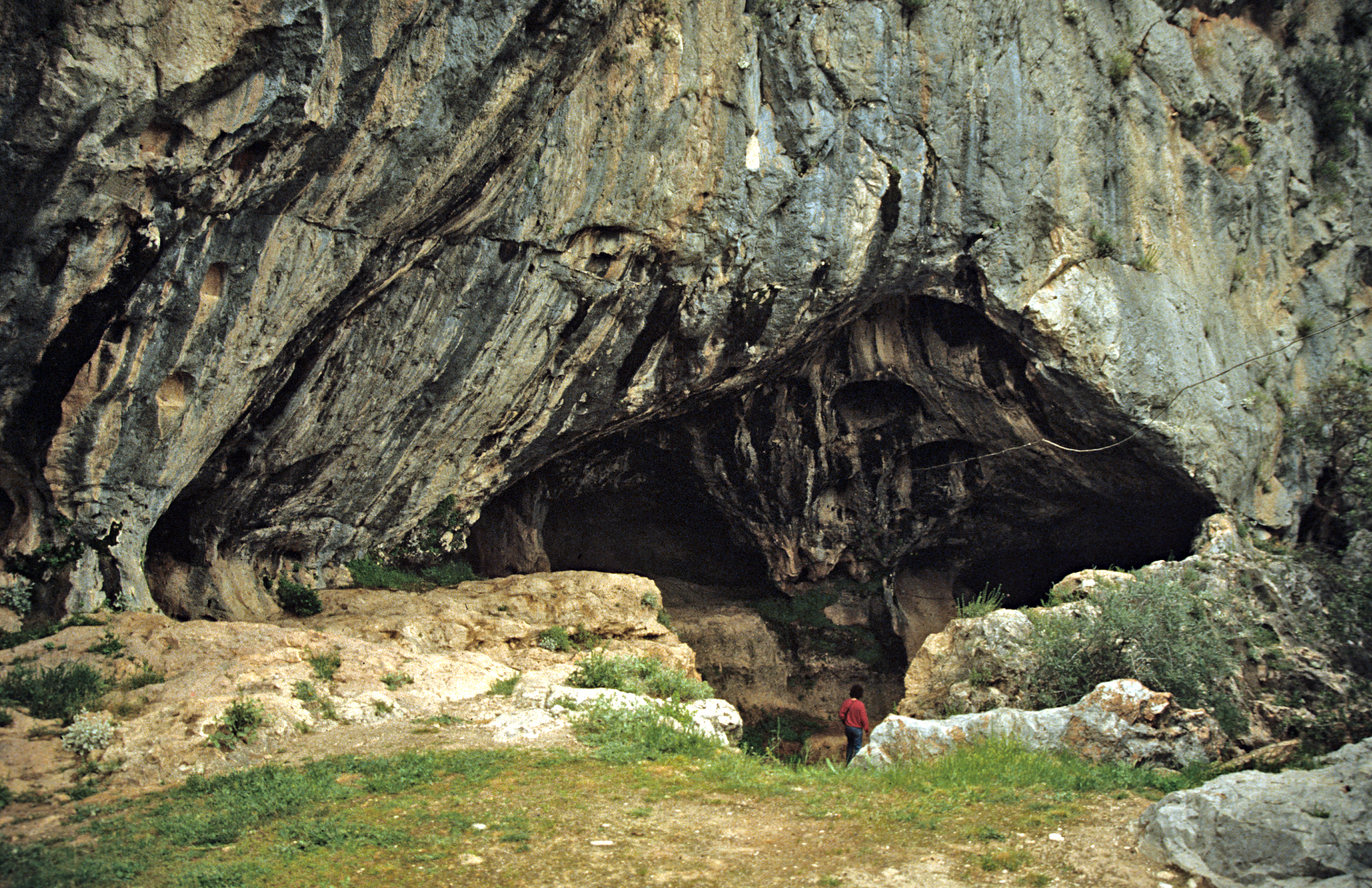
La cova de Karain és un jaciment arqueològic del Paleolític situat al poble de Yağca, a 27 quilòmetres al nord-oest de la ciutat d'Antalya a la regió mediterrània de Turquia

### Prehistòria d'Anatòlia i antics anatòlics

#### Paleolític
Els 27.000 anys d'antiguitat de les empremtes d'Homo sapiens de Kula i la cova de Karain són mostres de l'existència humana a Anatòlia, en aquest període.

#### Neolític

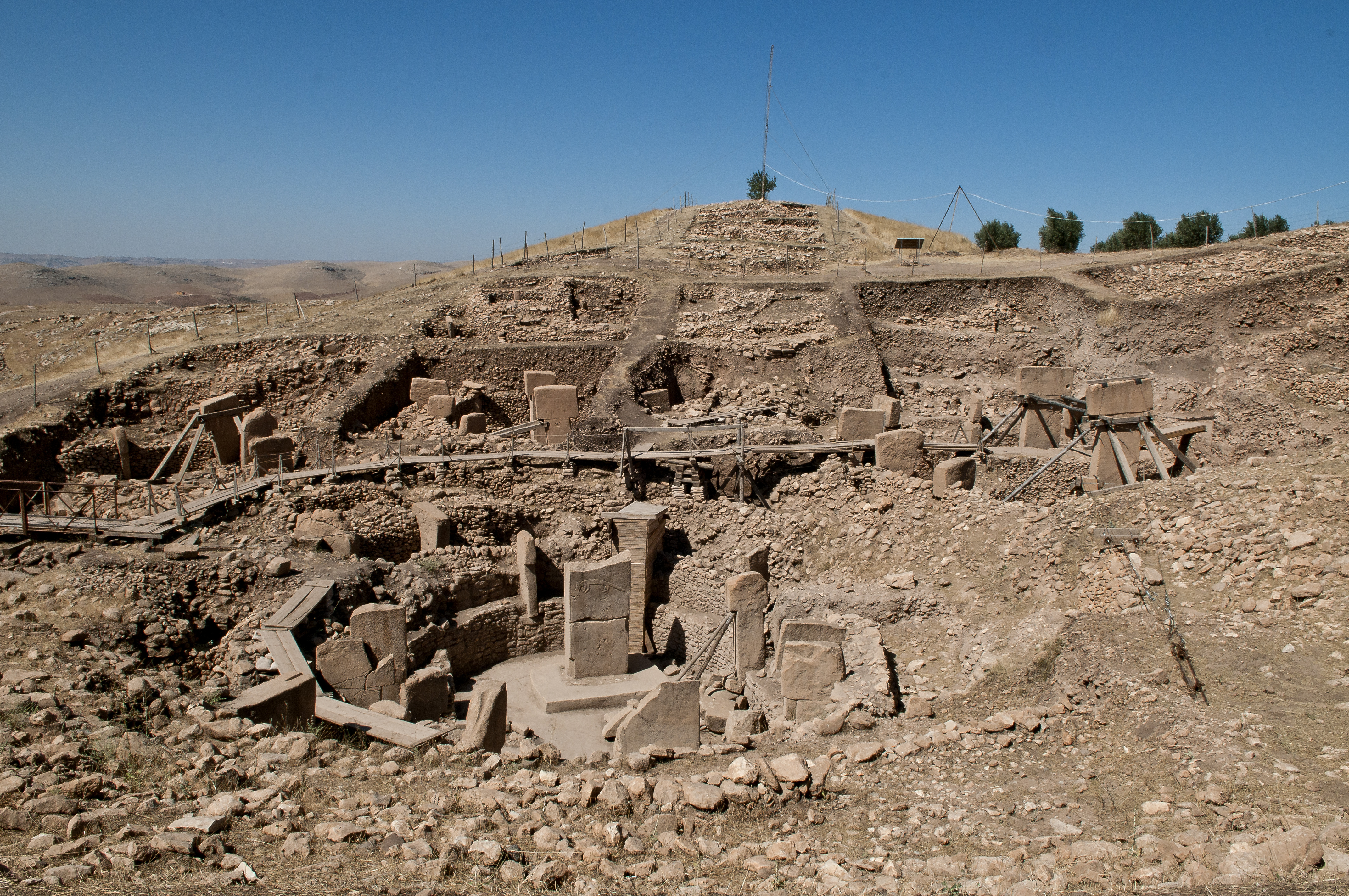
Göbekli Tepe, Şanlıurfa

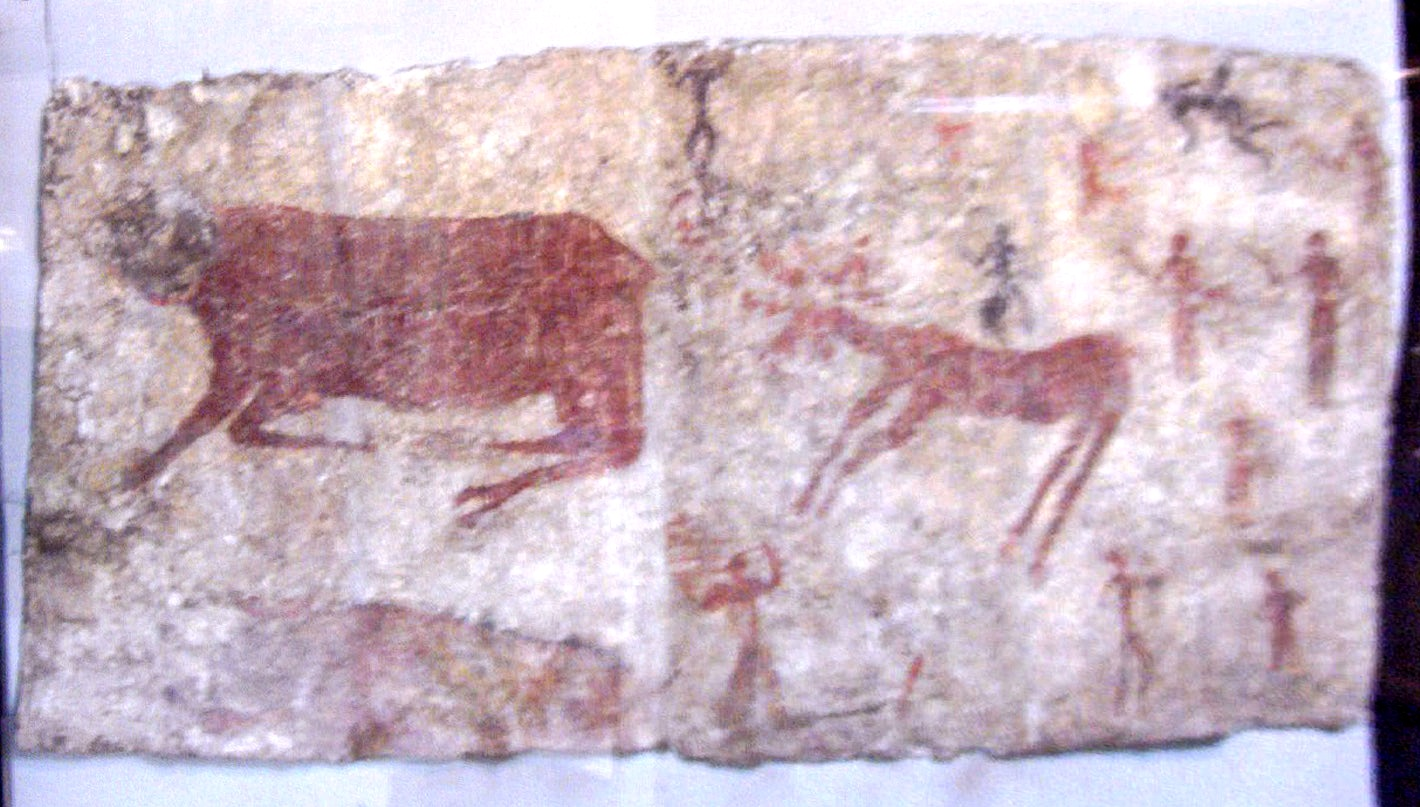
Pintura mural d'un toro, un cérvol i un home de Çatalhöyük; VI mil·lenni aC; reconstrucció en les seves posicions originals dels caps dels toros i la figura humana en relleu; Museu de les Civilitzacions d'Anatòlia, Ankara

Per la seva ubicació estratègica en la intersecció d'Àsia i Europa, Anatòlia ha estat el centre de diverses civilitzacions des de temps prehistòrics. Els assentaments neolítics inclouen Çatalhöyük, Çayönü, Nevali Çori, Hacilar, Göbekli Tepe, i Mersin.

#### Edat del bronze

##### Bronze antic
En aquell temps, la metal·lúrgia del bronze es va estendre a Anatòlia procedent de la cultura de Kura-Araxes transcaucàsica a la fi del quart mil·lenni aC. Anatòlia seguí plenament en el període prehistòric fins que entrà en l'esfera d'influència de l'Imperi accadi al segle xxiv aC sota el govern de Sargon I. L'interès d'Accad en la regió, pel que se sap, era en relació amb l'exportació de diversos materials per a la fabricació. Si bé Anatòlia estava ben assortida de mineral de coure, no hi ha rastre encara de treballs substancials amb l'estany requerit per fer el bronze a l'edat de bronze anatòlica. Accad va patir canvis climàtics problemàtics a Mesopotàmia, així com una reducció de la mà d'obra disponible que afectà el comerç. Això va conduir a la caiguda dels accadis al voltant del 2150 aC a mans dels gutis.

##### Bronze mitjà
L'antic Imperi assiri reclamava els recursos per a si mateix després que els gutis haguessin estat vençuts, sobretot argent. Un dels nombrosos registres cuneïformes assiris trobats a Anatòlia, en concret a Kaneix, utilitza un avançat sistema de càlculs comercials i línies de crèdit.
L'antic Regne hitita emergeix cap al final de l'edat del bronze mitjà, conquereix Hattusa sota Hattusilis I (segle XVII aC).
L'edat del bronze mitjà anatòlica va influir en la cultura minoica de Creta, com s'evidencia per les troballes arqueològiques a Knossos.

##### Bronze final

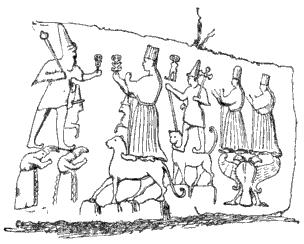
Un dibuix d'una primerenca talla cuneïforme d'una processó d'hitites a Boğazkale, Turquia

L'Imperi Hitita estava en el seu apogeu en el segle xiv aC, quan abastava el centre d'Anatòlia, el nord-oest de Síria fins a Ugarit, i l'Alta Mesopotàmia. Kizzuwatna, al sud d'Anatòlia, controlava la regió que separava Hatti de Síria, per tant en gran manera afectava les rutes comercials. La pau es va mantenir d'acord amb tots dos imperis amb tractats que van establir els límits de control. No fou fins al regnat del rei hitita Subiluliuma I que Kizzuwatna fou absorbida totalment, tot i que els hitites encara conservaren els seus èxits culturals a Kummanni (ara Sar, Turquia) i Lazawantiya, al nord de Cilícia.
Després de la dècada del 1180 aC, enmig de l'agitació general al Llevant associada amb la sobtada arribada dels pobles de la mar, l'imperi es desintegrà en diverses ciutats estat independents, "neohitites", algunes de les quals van sobreviure fins a una època tan tardana com el segle viii aC. La història de la civilització hitita es coneix sobretot a partir de textos cuneïformes trobats a l'àrea del seu imperi, i de la correspondència diplomàtica i comercial trobada en diversos arxius a Egipte i l'Orient Mitjà.

#### Edat del ferro

Frígia en l'apogeu del seu poder, i Assíria, segles IX-VII aC

A partir del col·lapse de l'edat de bronze al final del segon mil·lenni aC, la costa occidental d'Anatòlia va ser poblada per grecs jònics, usurpant-la als relacionats però anteriors grecs micènics. Durant diversos segles, nombroses ciutats estat gregues es van establir a les costes d'Anatòlia. Els grecs van començar la filosofia occidental a la costa occidental d'Anatòlia (filosofia presocràtica).
El Regne de Frígia comença a existir essencialment després de la fragmentació de l'Imperi hitita durant el segle XII aC, i fou independent fins al segle vii aC. Procedents possiblement de la regió de Tràcia, el frigis finalment van establir la seva capital a Gòrdion. Coneguts com a mushki pels assiris, els frigis no tenien un control central en el seu estil de govern i, no obstant això, van establir una àmplia xarxa de camins. També van mantenir fermament moltes de les facetes de la cultura hitita i les van adaptar amb el temps.
Embolicat en el mite i la llegenda, promulgat pels antics escriptors grecs i romans, trobem el rei Mides I, l'últim rei del Regne de Frígia. La mitologia de Mides gira a l'entorn de la seva capacitat de convertir objectes d'or per simple contacte, segons allò que li va concedir Dionís, i la seva desafortunada trobada amb Apol·lo, per la qual les orelles li esdevenen les orelles d'un ase. El registre històric de Mides mostra que va viure aproximadament entre el 740 i 696 aC, i representà Frígia com un gran rei. La majoria d'historiadors el consideren el rei Mita dels mushki, tal com s'indica als registres assiris. Els assiris consideraven Mita un enemic perillós, segons Sargon II, el seu governant en aquell moment, i els causà una gran felicitat el fet de negociar un tractat de pau l'any 709 aC. Aquest tractat no va tenir efecte en l'avanç dels cimmeris, que entraren a Frígia i van conduir a la caiguda i el suïcidi del rei Mides el 696 aC.

##### Meònia i el Regne de Lídia
.

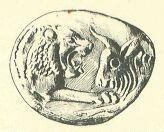
Moneda lídia d'electre, que representa un lleó i un bou

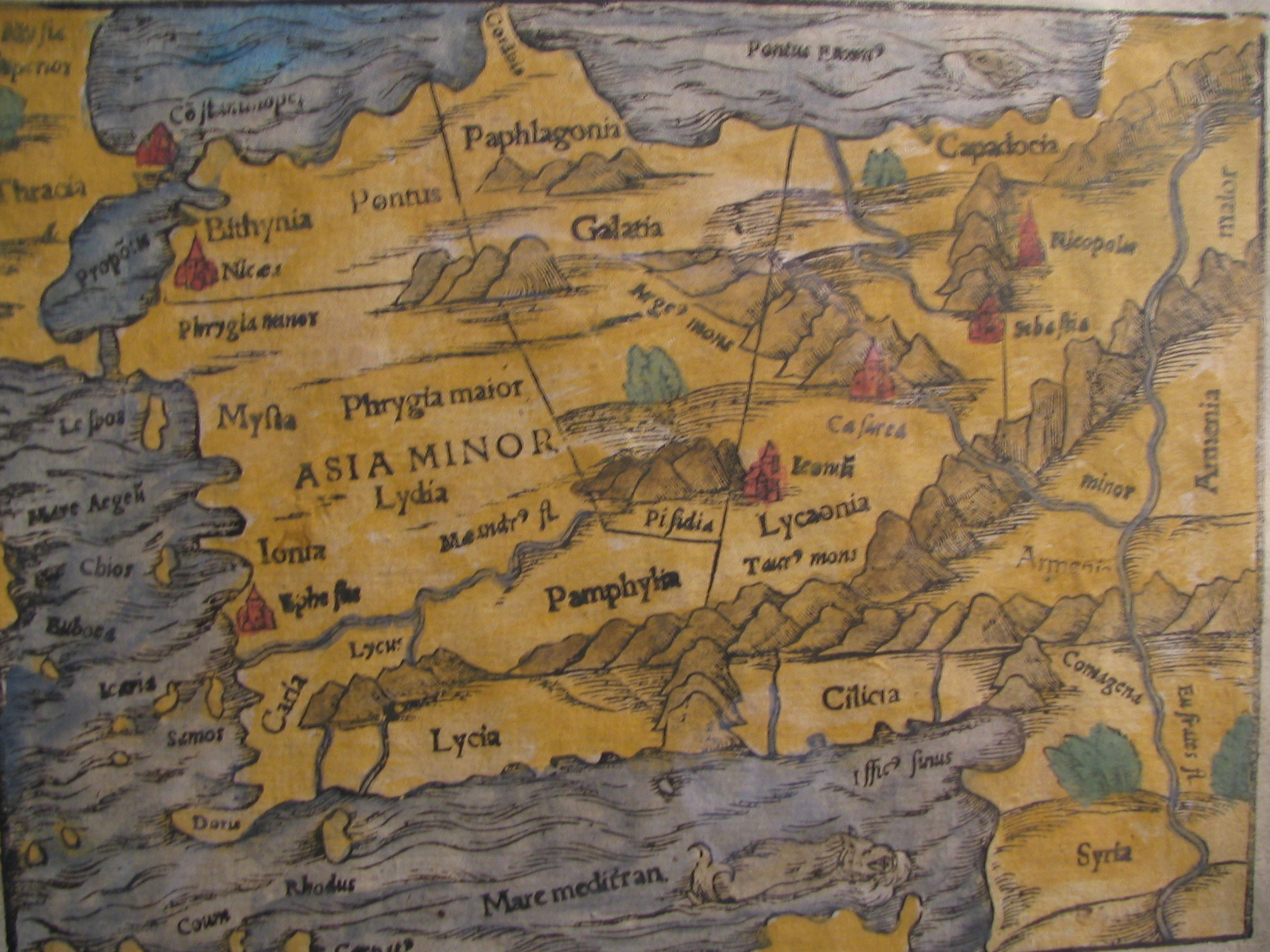
Foto d'un mapa del que mostra Lídia

Lídia, o Meònia, com es deia abans del 687 aC, fou una part important de la història d'Anatòlia occidental, a partir de la dinastia Atiad, que va aparèixer per primera vegada al voltant de l'any 1300 aC. La dinastia següent, els heraclides, va aconseguir governar successivament de 1185 aC a 687 aC, tot i la creixent presència d'influències gregues al llarg de la costa mediterrània. Mentre les ciutats gregues com Esmirna, Colofó i Efes creixien, els heraclides esdevenien cada cop més febles. L'últim rei, Candaules, fou assassinat pel seu amic i portallança anomenat Giges, i es va apoderar del govern. Giges lliurà una guerra contra els intrusos grecs, i aviat s'enfrontà a un greu problema, ja que els cimmeris van començar a saquejar les ciutats perifèriques dins del regne. Va ser aquesta onada d'atacs la que portà a la incorporació de l'abans independent Regne de Frígia i la seva capital, Gòrdion, al domini lidi. I allà va quedar fins als governs successius de Sadiates i Aliates II, el 560 aC, quan els atacs dels cimmeris van acabar per sempre. Sota el regnat de l'últim rei lidi, Cresos, Pèrsia fou envaïda per primera vegada en la batalla de Ptèria, que acaba sense vencedor. En avançar més a Pèrsia, Cresos fou severament derrotat en la batalla de Timbrea a mans del persa Cir II el Gran l'any 546 aC.

### Prehistòria de Tràcia oriental
Tràcia, inclosa la part europea de Turquia, ha estat habitada des de fa quaranta mil anys i va entrar al Neolític al voltant del 6000 aC amb els habitants que començaren la pràctica de l'agricultura.
Els tracis (grec antic: Θρᾷκες, llatí: Thraci) foren un grup de tribus indoeuropees que habitaren una àrea gran a Europa central i del Sud-est. Estaven envoltats pels escites al nord, celtes i il·liris a l'oest, antics grecs al sud i la mar Negra per l'est. Parlaven el traci -una branca escassament testimoniada de la família de les llengües indoeuropees.

## Anatòlia clàssica i Tràcia

### Imperi aquemènida

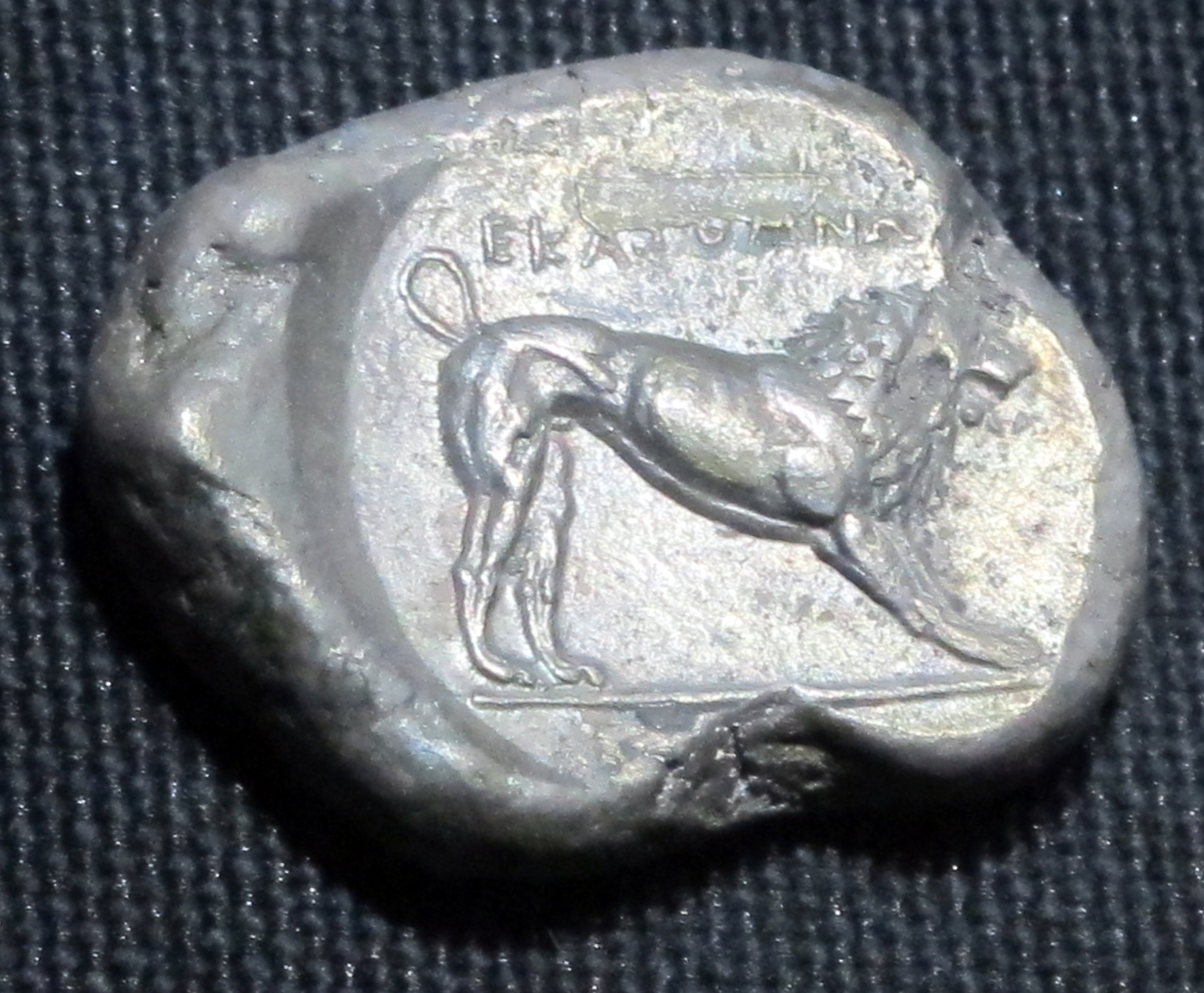
Moneda d'Hecatompos, Museu d'Arqueologia Submarina de Bodrum, Turquia

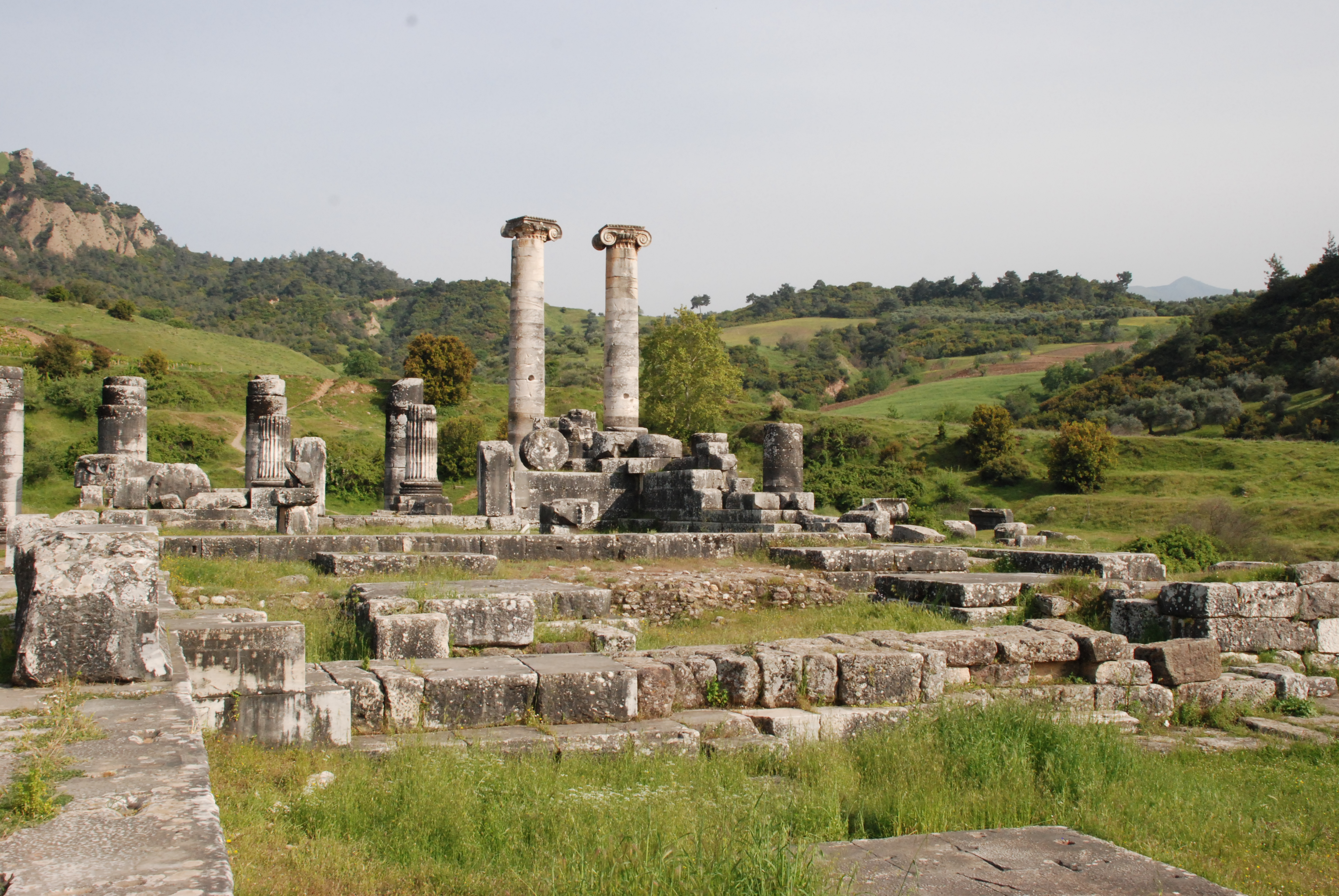
Jaciment arqueològic de Sardes, avui conegut com a Sart a Turquia

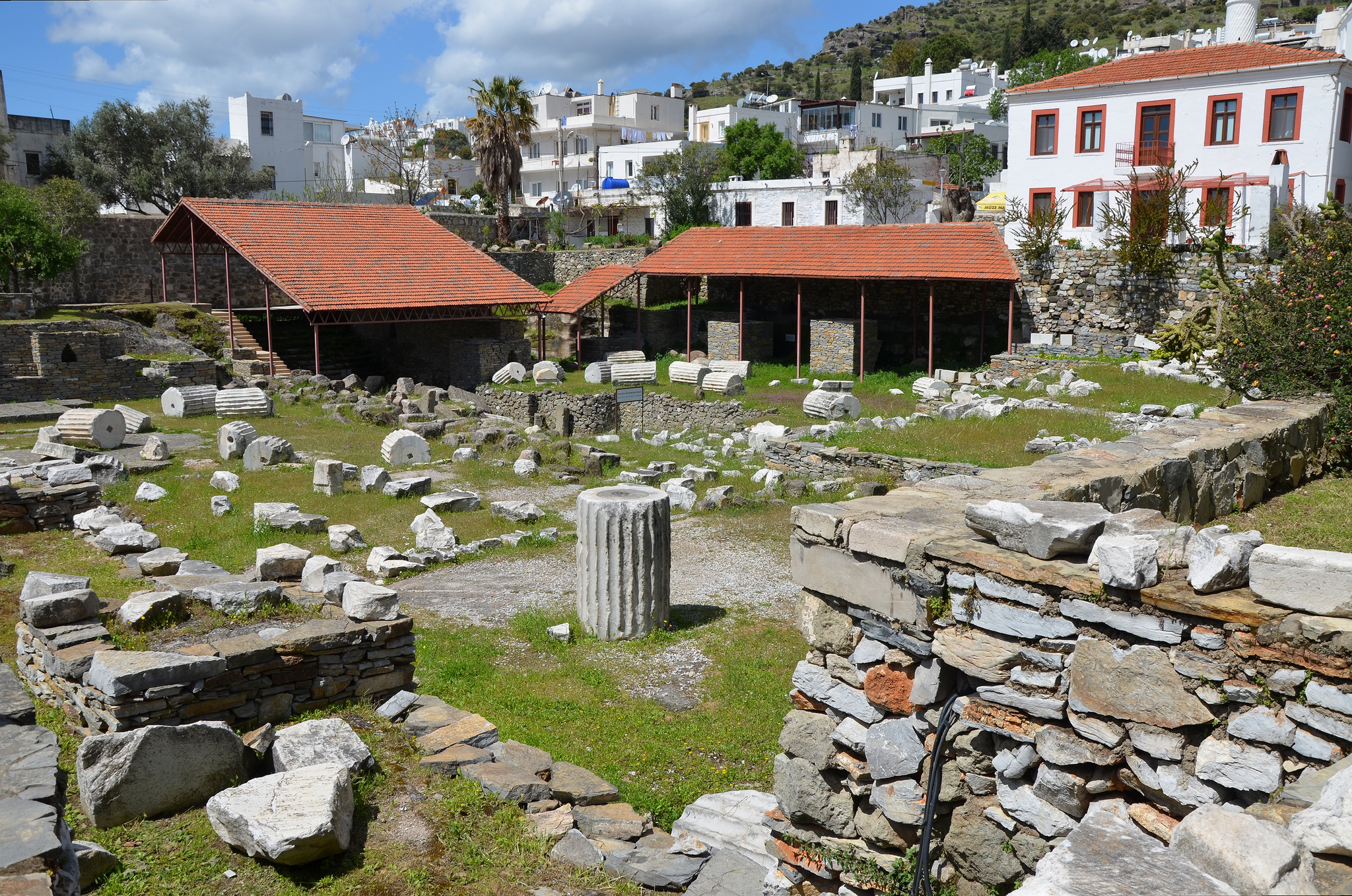
Les ruïnes del Mausoleu d'Halicarnàs de Bodrum, una de les Set Meravelles del Món Antic

Pels volts del 550 aC, l'Imperi mede a l'est d'Anatòlia, que havia existit durant gairebé cent anys, va ser sobtadament arrasat per una rebel·lió de Pèrsic. Atès que Cressus, rei de Lídia, tenia una gran quantitat de riquesa acumulada, la va usar per a endegar una ofensiva en contra del rei persa Cir el Gran. Al final, Cressus fou empès cap a l'oest i Cir va cremar la capital de Lidia, Sardis, i va prendre el control de Lídia l'any 546 aC.
El regne restant de Jònia i diverses ciutats de Lídia encara es van negar a caure sota la dominació persa, prepararen defenses per lluitar contra ells i enviaren a cercar l'ajuda d'Esparta. Atès que no hi havia cap ajuda promesa, llevat d'una advertència a Cir del seu emissari, amb el temps la seva postura fou abandonada i se sotmeteren, o van fugir com els ciutadans de Focea a Còrsega o els ciutadans de Teos a Abdera, Tràcia.
L'Imperi persa aquemènida, fundat per Cir el Gran, continuà la seva expansió sota el rei persa Darios I el Gran, amb el qual es va seguir utilitzant, actualitzat, el sistema sàtrapa de governadors locals i, a més, es van dur a terme altres millores governamentals. Una revolta de Naxos el 502 aC provocà que Aristàgores de Milet ideés un pla grandiós pel qual li donaria una quota de la riquesa de Naxos a Artafernes, sàtrapa de Lídia, a canvi de la seva ajuda en la repressió de la revolta. El fracàs d'Aristàgores en el compliment de la seva promesa de recompenses i la seva conducta pertorbà els perses; tant és així que va recórrer a convèncer els seus compatriotes jonis a rebel·lar-se contra els perses. Aquesta revolta, coneguda com la Revolta Jònica, s'estengué per Anatòlia, i amb l'ajut d'Atenes, Aristàgores es va mantenir ferm durant un temps, tot i la pèrdua de la batalla d'Efes. La crema de Sardis el 498 aC enfurismà Darios I el Gran de tal manera que jurà venjança sobre Atenes. Aquest esdeveniment suposà un fort cop sobre Aristàgores, ja que l'exèrcit persa es va estendre per Jònia, i la tornà a prendre ciutat per ciutat. Fou la definitiva batalla de Lade fora de Milet el 494 aC la que va posar fi a la Revolta Jònica d'una vegada per totes.
Tot i que l'Imperi persa tenia el control oficial dels caris com un sàtrapa, el governant local de la capital, Hecatompos, s'aprofità de la seva posició. Va aconseguir per a la seva família una part autònoma de control de la província, mentre pagava tribut regularment als perses. El seu fill, Mausol, continuà d'aquesta manera i expandí els fonaments posats pel seu pare. Primer va traslladar la capital oficial del sàtrapa de Milasa a Halicarnàs, amb la qual cosa obtenia un avantatge naval estratègic, perquè la nova capital era a l'oceà. En aquestes terres es va construir una gran fortalesa i una fàbrica en la qual es podria construir una marina forta. Utilitzà astutament el seu poder per garantir la protecció dels ciutadans de Quios, Cos i Rodes, ja que van proclamar la seva independència de la Grècia atenenca. Tanmateix, Mausol no viuria per veure realitzats els seus plans plenament, i la seva posició anà a parar a la seva vídua Artemísia. El control local sobre Cària va romandre en mans de la família d'Hecatompos durant 20 anys abans de l'arribada d'Alexandre el Gran.

### Període prehel·lenístic i preromà a Tràcia

Tràcia i el Regne traci odrisi en la seva màxima extensió sota Sitalces (431-424 aC)

Al segle v aC, la presència tràcia era prou dominant per haver fet que Heròdot els qualifiqués de la segona població més nombrosa en aquella part del món coneguda per ell (després dels indis), i potencialment la més poderosa, si no fos per la seva falta d'unitat. Els tracis en l'època clàssica es dividien en un gran nombre de grups i tribus, encara que es van organitzar una sèrie de poderosos estats tracis, com el Regne dels odrisis de Tràcia i el Regne daci de Burebista. Un tipus de soldat d'aquest període anomenat peltasta probablement es va originar a Tràcia.
Durant aquest període, va viure a Tràcia una subcultura d'ascetes cèlibes anomenada Ctistes, i hi serviren com a filòsofs, sacerdots i profetes.
Abans de l'expansió del Regne de Macedònia, Tràcia fou dividida en tres camps (est, centre i oest) després de la retirada dels perses. Cersobleptes I fou un governant notable dels tracis orientals, que tractà d'ampliar la seva autoritat sobre moltes tribus tràcies. Finalment, va ser derrotat pels macedonis.
La civilització tràcia no era urbana i les ciutats més grans de Tràcia eren, de fet, pobles. Els tracis no eren constructors de ciutats i la seva única polis va ser Seutòpolis.

### Període hel·lenístic

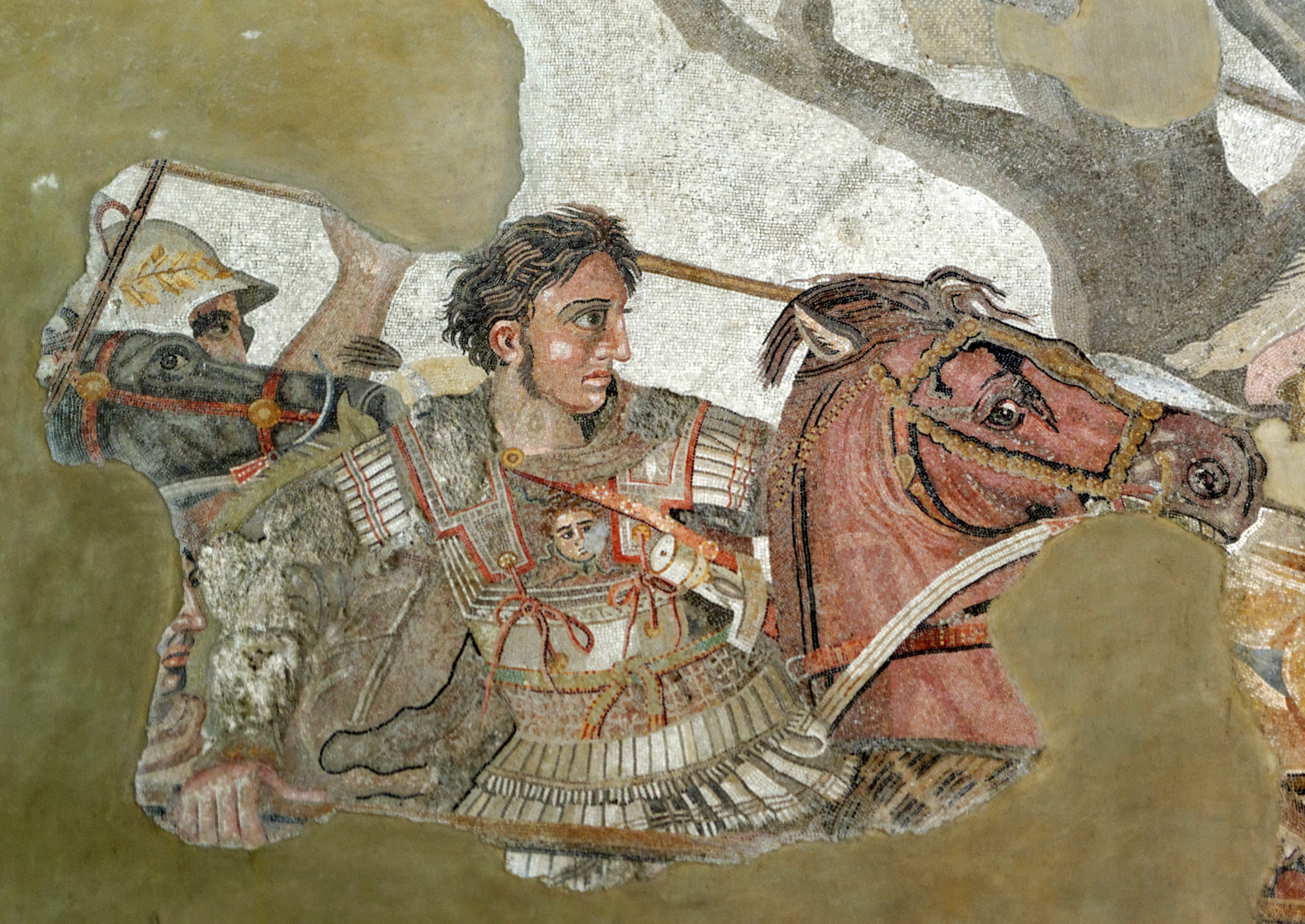
Alexandre abans de la batalla d'Issos, la millor representació de la seva imatge

#### Alexandre el Gran
El 336 aC, Alexandre, el nou governant del Regne de Macedònia, immediatament anà per feina, i alçà una força prou gran contra els perses, reuní una flota nombrosa com per contrarestar qualsevol amenaça de la seva poderosa armada. En prendre terra a la costa d'Anatòlia, prop de Sestos, a la península de Gal·lípoli el 334 aC, Alexandre s'enfrontà per primer cop a l'exèrcit persa en la batalla del Grànic, en la qual els perses foren derrotats de manera efectiva. Usant la victòria com un trampolí per a l'èxit, Alexandre enfocà l'atenció en la resta de la costa occidental, i alliberà Lídia i Jònia en ràpida successió. L'eventual caiguda del Milet portà a la brillant estratègia d'Alexandre per derrotar la marina persa amb la presa de totes les ciutats al llarg de la Mediterrània en comptes d'iniciar un batalla d'alt risc al mar. En reduir aquesta amenaça, Alexandre se'n tornà cap a l'interior, es desplaçà per Frígia, Capadòcia i, finalment, Cilícia, abans d'arribar a les muntanyes de Nur. Els exploradors d'Alexandre trobaren l'exèrcit persa, sota el seu rei Darios III, avançant per les planes d'Issos a la recerca d'Alexandre. En aquest moment, Alexandre es va adonar que el terreny afavoria el seu exèrcit més petit, i començà la batalla d'Issos. L'exèrcit de Darios fou envoltat de manera efectiva pels macedonis, i no sols fou una vergonyosa derrota per a Darios, sinó que causà la seva fugida a l'altre costat del riu Eufrates, deixà la resta de la seva família a mans d'Alexandre. Per tant, Anatòlia fou alliberada del jou persa per sempre.

#### Guerres dels diàdocs i la divisió de l'imperi d'Alexandre
Al juny de 323 aC, Alexandre va morir sobtadament, deixà un buit de poder al Regne de Macedònia i tot el que havia treballat restà en risc. Atès que el seu mig germà Arrideu no fou capaç de governar amb eficàcia a causa d'una discapacitat greu, es van lliurar una successió de guerres pels drets de les seves conquestes, conegudes com les guerres dels Diàdocs. Perdicas, un oficial d'alt rang de cavalleria, i més tard Antígon, sàtrapa de Frígia, van prevaler sobre els altres contendents de l'imperi d'Alexandre a l'Àsia per un temps.
Ptolemeu, governador d'Egipte, Lisímac i Seleuc, forts líders d'Alexandre, consolidaren les seves posicions després de la batalla d'Ipsos, en què el seu rival comú, Antígon, fou derrotat. L'antic imperi d'Alexandre es va dividir com a tal: Ptolemeu guanyà territori al sud d'Anatòlia, gran part d'Egipte i el Llevant, la qual cosa va combinar per l'Imperi ptolemaic; Lisímac controlà l'Anatòlia occidental i Tràcia, mentre que Seleuc va reclamar la resta d'Anatòlia com l'Imperi Selèucida. Només el Regne del Pont de Mitrídates I va aconseguir guanyar la seva independència a Anatòlia a causa del fet que Antígon havia estat un enemic comú.

#### Imperi seleúcida

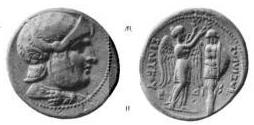
Seleuc I Nicàtor, homònim de l'Imperi Selèucida

Seleuc I Nicàtor primer va crear una capital en el lapse de 12 anys (299 aC-287 aC) digna del seu personatge, Antioquia, batejada en honor del seu pare, Antíoc. Es concentrà també en la creació d'un gran exèrcit permanent, i també va dividir el seu imperi en 72 satrapies per a una administració més senzilla. Després d'un començament pacífic, es va produir una esquerda entre Lisímac i Seleuc que va conduir a una guerra oberta al 281 aC. Tot i que Seleuc havia aconseguit derrotar el seu antic amic i guanyà el seu territori a Curopedi, això li va costar la vida en ser assassinat per Ptolemeu Ceraune, futur rei de Macedònia, a Lisimàquia.
Després de la mort de Seleuc, l'imperi que va deixar hagué de fer front a molts conflictes, tant de forces internes com d'externes. Antíoc I lluità contra un atac dels gals amb èxit, però no va poder derrotar el rei Èumenes I de Pèrgam al 262 aC, que garantia la independència de Pèrgam. Antíoc II Theós ("Theós" vol dir 'diví') fou enverinat per la seva primera esposa, que al seu torn havia enverinat Berenice de Síria, segona esposa d'Antíoc II Theós i filla de Ptolemeu III Evergetes I. El fill de la primera esposa d'Antíoc II, Seleuc II Cal·línic, acabà com a governant dels selèucides després d'aquesta tragèdia. Aquest gir dels esdeveniments va fer enfadar molt Ptolemeu III, i va conduir a la invasió de l'imperi (la Tercera Guerra siriana) al 246 aC. Aquesta invasió condueix a la victòria de Ptolemeu III a Antioquia i Selèucia, i atorga les terres de Frígia a Mitridates II del Pont el 245 aC com a regal de noces.

#### Pàrtia i Pèrgam abans del 200 aC

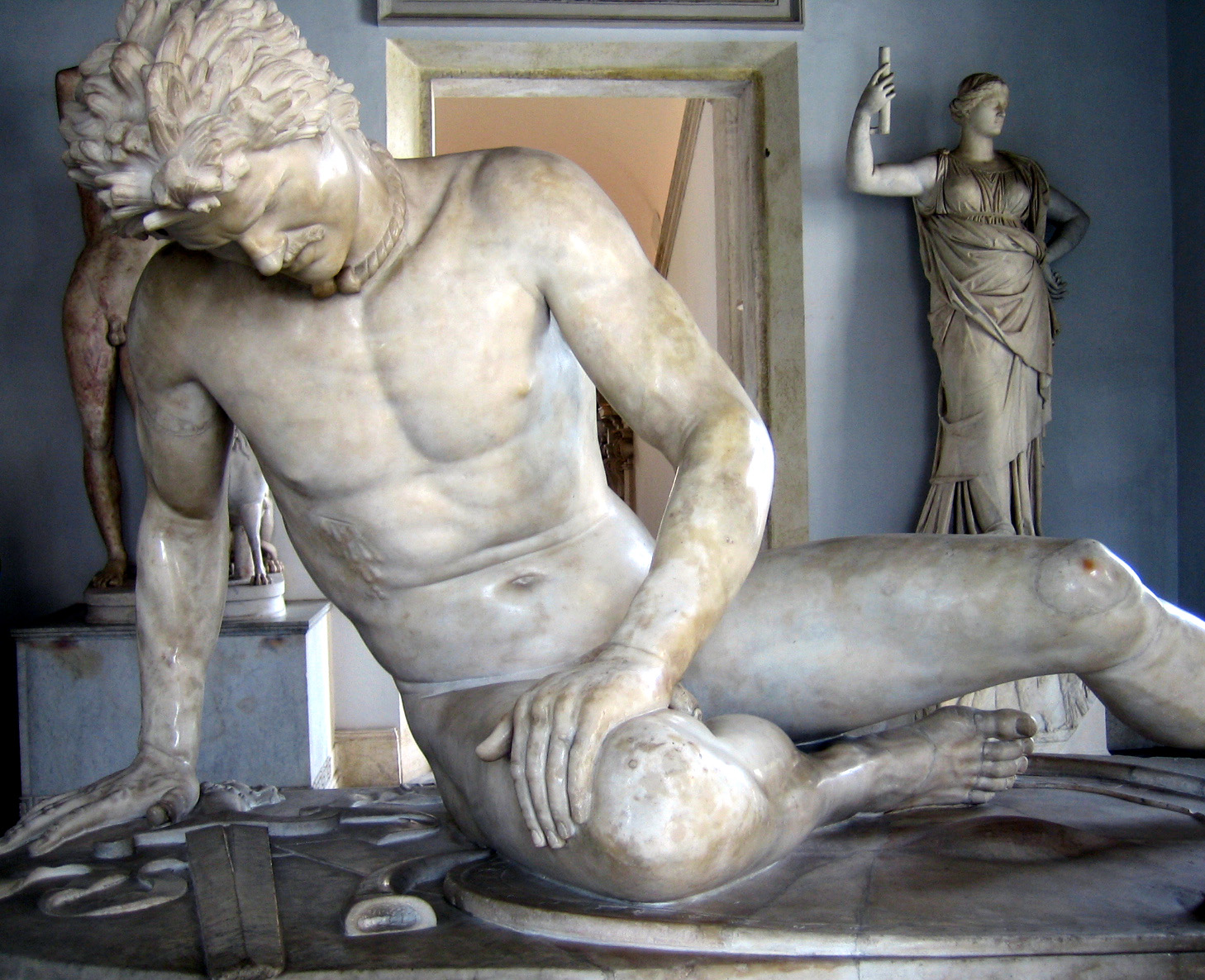
El Gal moribund representa la derrota dels gàlates a mans d'Àtal I de Pèrgam

Els esdeveniments a l'Orient van mostrar la fragilitat dels selèucides, per la qual cosa una revolta a Bactriana, inspirada en Pàrtia i iniciada pel seu sàtrapa Andràgores el 245 aC va conduir a la pèrdua de territori fronterer amb Pèrsia. A això se sumà una inesperada invasió del nord de Pàrtia pels nòmades parnis el 238 aC i una posterior ocupació de la totalitat de Pàrtia per un dels seus líders, Tirídates. Antíoc II Theós dels selèucides no va posar fi a la rebel·lió i, per tant, es creà un nou regne, l'Imperi part, sota el govern del germà de Tirídates, Arsaces I. Pàrtia es va estendre al riu Eufrates en l'apogeu del seu poder.
El Regne de Pèrgam sota la dinastia atàlida era un regne independent establert després del govern de Filèter pel seu nebot Èumenes I de Pèrgam. Aquest l'amplià per incloure-hi parts de Mísia i Eòlida, i es mantingué fermament als ports d'Elaia i Pitane. Àtal I, successor d'Eumenes I, es va mantenir actiu fora de les fronteres de Pèrgam. Es negà a pagar protecció als gàlates i va guanyar una batalla contra ells al 230 aC, i després derrotà Antíoc Hierax tres anys més tard per tal d'assegurar-se el control nominal d'Anatòlia sota els selèucides. La victòria no es va perllongar perquè Seleuc III obtingué el control del seu imperi restablert, però a Àtal se li va permetre mantenir el control dels antics territoris de Pèrgam.
Les relacions amb Àtal van resultar ser l'últim cop en què els selèucides tingueren un èxit significatiu a Anatòlia, atès que l'Imperi Romà ja s'albirava a l'horitzó. Després d'aquesta victòria, els hereus de Seleuc III mai tornarien a expandir el seu imperi.

### Període romà

#### Intervenció romana a Anatòlia
En la Segona Guerra Púnica, Roma havia patit a la península Ibèrica, Àfrica i Itàlia, a causa de les impressionants estratègies d'Hanníbal Barca, el famós general cartaginès. Quan Hanníbal entra en una aliança amb Filip V de Macedònia l'any 215 aC, Roma utilitza una petita força naval amb la Lliga etòlia per ajudar a protegir-se d'Hanníbal a l'est i evitar l'expansió macedònia a l'oest d'Anatòlia. Àtal I de Pèrgam, juntament amb Rodes, viatja a Roma i ajuda a convèncer els romans que la guerra contra Macedònia era summament necessària. El general romà Tit Quinti Flaminí I no sols va derrotar l'exèrcit de Filip en la batalla de Cinoscèfales, al 197 aC, sinó que també portà més esperança als grecs quan va dir que una Grècia autònoma i ciutats gregues a Anatòlia era el que Roma volia.

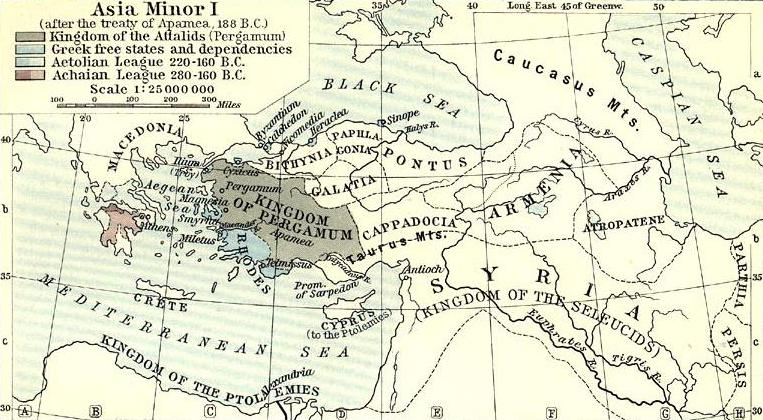
Anatòlia després del tractat d'Apamea al 188 aC

Durant el període immediatament posterior a la victòria de Roma, la Lliga etòlia desitjava part del botí obtingut després de la derrota de Filip, i demanà una expedició compartida amb Antíoc III dels selèucides per obtenir-lo. Malgrat els advertiments de Roma, Antíoc va deixar Tràcia i es va aventurar a Grècia, decidit a aliar-se amb la lliga. Això era intolerable per a Roma, i el derrotà severament a Tessàlia en la batalla de les Termòpiles abans que Antíoc es retirés a Anatòlia prop de Sardis. Combinant forces amb els romans, Èumenes II de Pèrgam va encontrar Antíoc en la batalla de Magnèsia (189 aC). Allà Antíoc fou apallissat per una càrrega de cavalleria intensiva pels romans i una maniobra de flanqueig duta a terme per Èumenes.
A causa del tractat d'Apamea, l'any següent, es va concedir a Pèrgam tots els territoris selèucides al nord de les muntanyes del Taure, i a Rodes se li va donar tot el en quedava. Aquesta aparentment gran recompensa seria la caiguda d'Èumenes com a governant eficaç, ja que després que Pèrgam derrotés Prúsies I de Bitínia i Farnaces I del Pont, s'endinsà massa en afers romans i el Senat romà es va alarmar. Quan Èumenes va sufocar una invasió dels gàlates el 184 aC, Roma respongué a la seva victòria mitjançant l'alliberament, la qual cosa indicava de manera palesa que l'abast del govern de Pèrgam es trobava ara atrofiat.

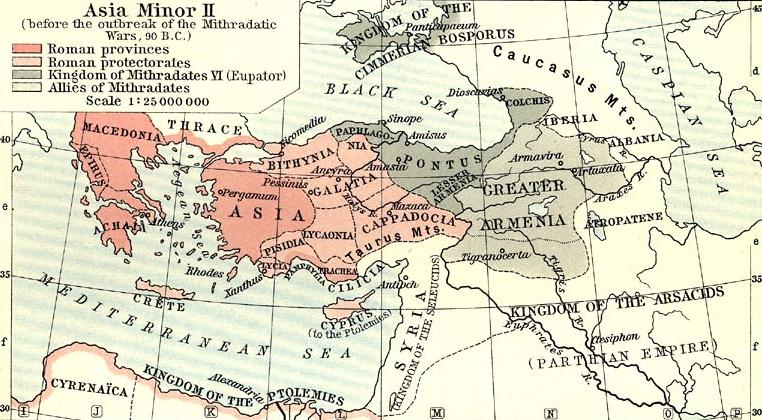
Anatòlia abans de les guerres mitridàtiques, el 90 aC

L'interior d'Anatòlia havia estat relativament estable malgrat les incursions ocasionals dels gàlates fins al sorgiment dels regnes del Pont i Capadòcia al segle ii aC. Ariarates IV de Capadòcia inicialment es va aliar amb els selèucides en la seva guerra contra Roma, però aviat canvià d'opinió i reparà les relacions amb ells mitjançant el matrimoni i la seva conducta. El seu fill, Ariarates V Filopàtor, va continuar la política del seu pare d'aliar-se amb Roma i fins i tot s'uní a ells en la batalla contra Prúsies I de Bitínia quan va morir al 131 aC. El Pont havia estat un regne independent des del regnat de Mitridates quan l'amenaça de Macedònia havia estat retirada. Malgrat diversos intents per part de l'Imperi Selèucida per derrotar el Pont, aquest es va mantenir independent. Quan Roma s'involucrà en els afers d'Anatòlia sota el govern de Farnaces I, es va formar una aliança que garantia la protecció per al regne. L'altre regne important a Anatòlia, Bitínia, establert per Nicomedes I a Nicomèdia, sempre va mantenir bones relacions amb Roma. Fins i tot sota l'odiat Prúsies II de Bitínia quan aquesta relació es va tensar, no causà problemes.
L'imperi de Roma a Anatòlia va ser diferent a qualsevol altra part del seu imperi a causa de la seva mà lleugera quant al govern i l'organització. El control dels elements inestables de la regió es feu més simple amb el llegat del Regne de Pèrgam als romans pel seu últim rei, Àtal III l'any 133 aC. El nou territori rebé el nom de província romana d'Àsia per part del cònsol Mani Aquil·li.

#### Guerres mitridàtiques

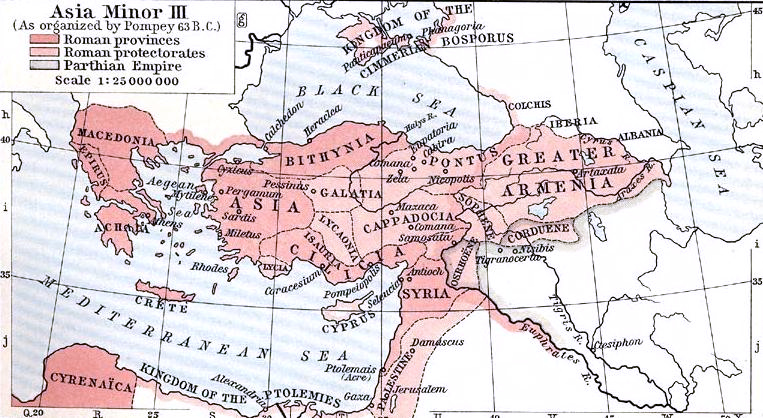
Anatòlia dividit per Pompeu, el 63 aC

Les guerres mitridàtiques van ser obstaculitzades per les lluites internes que van atreure Roma a una guerra contra els rebels italians, coneguda com a Guerra social, en el 90 aC. Mitridates VI del Pont va decidir que ja era hora de colpejar Anatòlia mentre Roma estava ocupada, i va envair Bitínia. Tot i que se'n retirà quan li ho exigí Roma, no estava d'acord amb totes les exigències romanes. Com a resultat, Roma encoratjà Bitínia perquè ataqués el Pont, però Bitínia va ser derrotada. Mitridates després va entrar a la província romana d'Àsia, on va persuadir els grecs perquè escorxessin tants italians com fos possible (les Vespres asiàtiques). Malgrat una lluita de poder dins la mateixa Roma, el cònsol Luci Corneli Sul·la anà a Anatòlia per derrotar el rei pòntic. Sul·la el va derrotar completament (batalles de Queronea, Orcomen i batalla naval de l'illa de Tenedos) i va deixar Mitridates només amb el Regne del Pont en el tractat de Dardanos.
Al 74 aC, un altre Regne d'Anatòlia passà sota control romà quan Nicomedes IV Filopàtor de Bitínia va instruir que es fes així després de la seva mort. La conversió de Bitínia en una província romana poc després despertà Mitridates VI per anar un cop més a la recerca de més territori, i el va envair en el mateix any. Roma aquesta vegada hi va enviar el cònsol Luci Licini Lucul·le per recuperar el control de la província. L'expedició va resultar ser molt positiva perquè Mitridates fou conduït de nou a les muntanyes.
El fracàs de Luci Licini Lucul·le perquè Roma es desfés d'una vegada per totes de Mitridates li comportà molta oposició de tornada a casa, en part alimentada pel gran cònsol romà Pompeu. Una amenaça dels pirates en el subministrament d'aliments romà al mar Egeu portà Pompeu un cop més a l'avantguarda de la política romana, i ell el va portar de nou a Cilícia. Els poders atorgats a Pompeu després d'aquest èxit no sols li van permetre de fer retrocedir altre cop Mitridates fins al final del Bòsfor, sinó que van convertir la veïna Armènia en regne client. Al final, Mitridates se suïcidà l'any 63 aC i, per tant, va permetre a Roma d'afegir el Pont com un protectorat juntament amb Cilícia com a província romana. Això deixava només Galàcia, Pisídia i Capadòcia, totes governades per Amintes, com a darrers regnes no sotmesos a protectorat o a estatus provincial. No obstant això, en el 25 aC, Amintes va morir mentre perseguia enemics a les muntanyes Taure, i Roma va reclamar les seves terres com una província, la qual cosa deixava Anatòlia completament en mans dels romans.

#### Cristianisme a Anatòlia durant l'època romana
Les influències jueves a Anatòlia estaven canviant la composició religiosa de la regió quan Roma consolidava el seu poder. Al voltant del 210 aC, Antíoc III de l'Imperi Selèucida reubicà 2.000 famílies de jueus de Babilònia a Lídia i Frígia, i aquest tipus de migració continuà al llarg de la resta de l'existència de l'imperi. Algunes pistes addicionals per a l'extensió de la influència jueva a la zona van ser proporcionades per Ciceró, que assenyalà que un company governador romà havia detingut el tribut enviat a Jerusalem pels jueus l'any 66 aC, i el registre d'Efes, on la gent instava Agripina a expulsar els jueus perquè no estaven actius en les seves activitats religioses.
La posterior florida religiosa del cristianisme fou evident a Anatòlia durant el principi del segle primer. Les cartes de sant Pau al Nou Testament reflecteixen aquest creixement, sobretot en la seva província natal d'Àsia. Des de casa seva a Efes del 54 dC al 56 dC va assenyalar que "tots els que habitaven a Àsia havien sentit la paraula" i es verifica l'existència d'una església a Colosses així com a Tròade.
A banda de les referències a aquestes institucions fetes per sant Pau, l'Apocalipsi de la Bíblia esmenta les set esglésies d'Àsia: (Efes, Esmirna, Pèrgam, Esmirna Tiatira, Filadelfia i Laodicea). Fins i tot els altres no cristians van començar a prendre nota de la nova religió. El 112 el governador romà a Bitínia escriu a l'emperador romà Trajà que molta gent diferent està acudint en massa al cristianisme, i deixen els temples desocupats.

#### Anatòlia abans delsegleiv: la pau i els gots

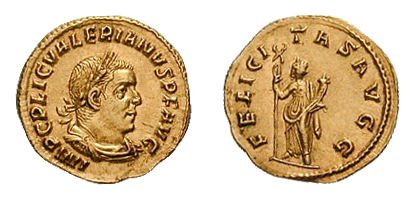
Aureus de l'emperador Valeri

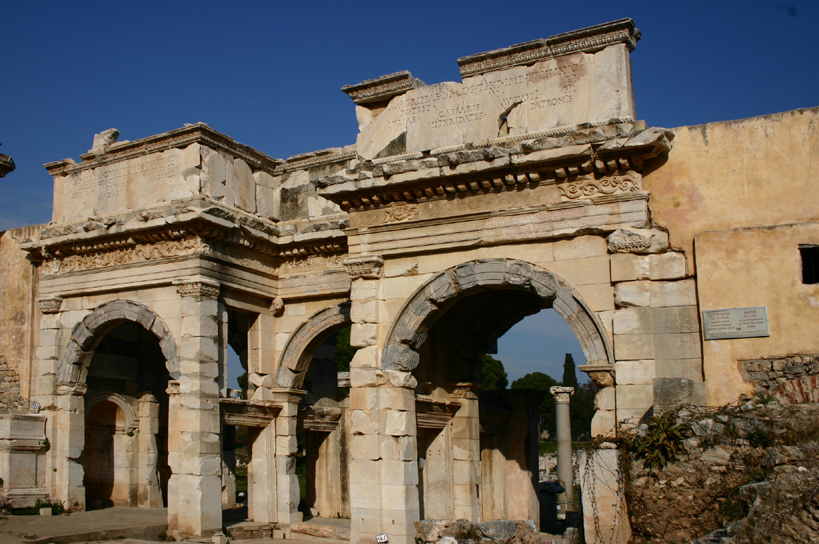
La Porta d'August d'Efes a Turquia fou construïda per honorar l'emperador August i la seva família

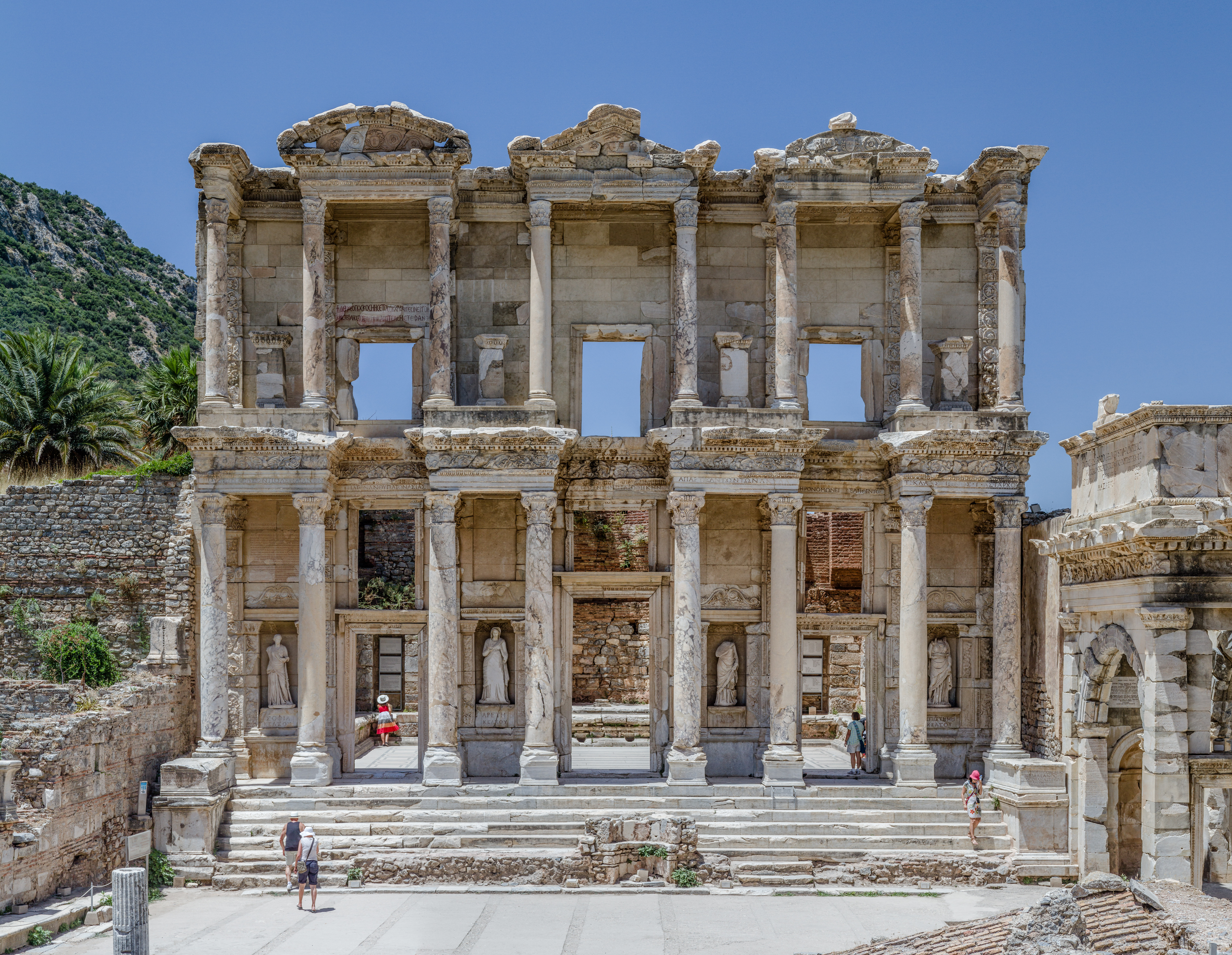
Biblioteca de Cels, Efes

Des del govern d'August fins al de Constantí I, Anatòlia va gaudir d'una relativa pau que li permeté créixer com a regió. L'emperador August eliminà tots els deutes contrets amb l'Imperi Romà per les províncies i protectorats d'allà, i feu progressar la regió. Es van construir carreteres per connectar les ciutats més grans per tal de millorar el comerç i el transport, i l'abundància de grans exportacions en activitats agrícoles feu guanyar diners a tots els involucrats. Es va encoratjar els assentaments, i els governadors locals no van imposar als ciutadans pesades càrregues impositives. La riquesa adquirida en la pau i prosperitat va impedir una gran tragèdia quan forts terratrèmols van afectar la regió, que a més va rebre l'ajut procedent del govern romà i d'altres parts. Mitjançant tot això la regió veié el naixement d'alguns dels científics més respectats de l'època -el filòsof Dió de Bitínia, la ment mèdica de Galè de Pèrgam, i els historiadors Memnó d'Heraclea i Cassi Dió de Nicea.
A mitjan segle tercer, tot el que havia estat construït per la pau es veié amenaçat per un nou enemic, els gots. Mentre les incursions al centre d'Europa per Macedònia, Itàlia i Germania eren defensades amb èxit pels romans, els gots van trobar que Anatòlia era irresistible, per la seva riquesa i el deteriorament de les defenses. Usant una flota de vaixells capturats del Bòsfor i vaixells de fons pla per travessar la mar Negra, van navegar el 256 al voltant de les ribes de l'est, i van prendre terra a la ciutat costanera de Trebisonda. El que va seguir fou una gran vergonya per al Pont -la riquesa s'escapolí de la ciutat, es van apoderar d'una gran quantitat de naus, i van entrar a l'interior, i molts d'ells ja no van tornar. Una segona invasió d'Anatòlia per Bitínia portà encara més terror cap a l'interior i destrucció sense sentit. Els gots van entrar a Calcedònia i la van utilitzar com a base mitjançant la qual expandir les seves operacions. Al seu torn van saquejar Nicomèdia, Prusa, Apamea i Nicea. Només el canvi de clima durant la temporada de tardor els va impedir fer més mal als que estaven fora de l'àmbit de la província. Els gots aconseguiren dur a terme un tercer atac contra no sols la costa d'Anatòlia occidental, sinó també sobre Grècia i Itàlia. Malgrat que els romans, sota el seu emperador Valerià I, finalment els van rebutjar, no van impedir que els gots destruïssin per primer cop el Temple d'Àrtemis a Efes i la mateixa ciutat en el 263.

## Anatòlia romana d'Orient

### Creació de l'Imperi Romà d'Orient

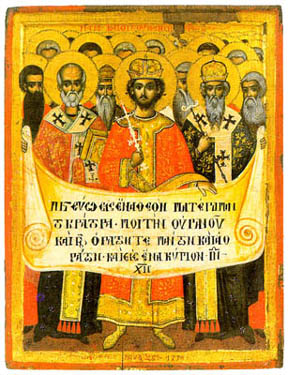
Una icona que representa Constantí com un sant i altres a Nicea. L'any 325, així com el Credo de Nicea

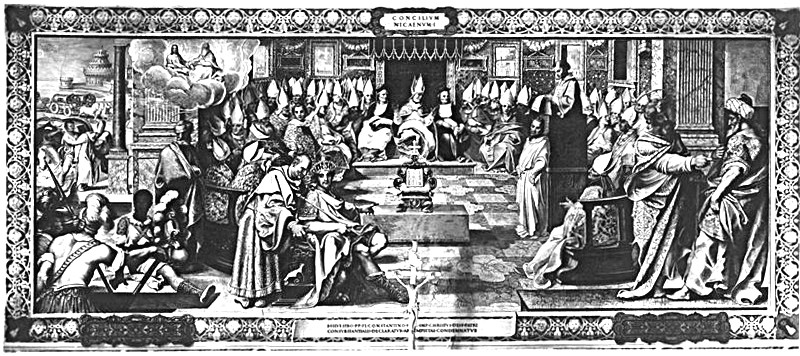
Fresc que representa el primer concili de Nicea

La inestabilitat constant de l'Imperi Romà en el seu conjunt lentament es va fer més i més difícil de controlar. Després de l'ascensió de l'emperador Constantí l'any 330, aquest va prendre una audaç decisió amb el trasllat de la capital de l'imperi, Roma, vers una nova capital. Situada a l'antiga ciutat de Bizanci, ara coneguda com a Constantinoble en honor de l'emperador, fou fortificada i millorada per tal d'assegurar la més adequada defensa de tota la regió. El que afegí prestigi a la ciutat fou el favor de Constantí envers el cristianisme. Va permetre que els bisbes i altres figures religioses ajudessin al govern de l'imperi, i va intervenir personalment en el primer concili de Nicea per provar la seva sinceritat.
En el transcurs dels propers quaranta anys després de la mort de Constantí l'any 337 va haver-hi una lluita de poder entre els seus descendents pel control de l'imperi. Els seus tres fills, Constantí, Constant i Constanci foren capaços de coexistir en pau sota un govern conjunt, i amb el temps van recórrer a mitjans violents per posar fi a l'arranjament. Poc de temps després d'assumir el poder, començà una purga de la majoria de les seves relacions i la sang de la progènie de Constantí va fluir. Finalment Constant en fou el successor i matà Constantí II, prop d'Aquileia, però aviat es va retirar i ell mateix fou assassinat pel seu exèrcit. Això deixà Constanci II com l'únic emperador dels romans d'Orient, però fins i tot això no duraria. Tot i donar suport al seu cosí Julià com a comandant dels exèrcits a la Gàl·lia, els esdeveniments aviat obligaren Julià a ignorar les ordres de Constantí per moure's cap a l'est amb els seus exèrcits i dirigir-se directament a Constantinoble per reclamar la porpra imperial. La mort de Constanci II a Tars donà lloc a una transferència de poder sense vessament de sang al 361. Julià només sobreviuria un any i mig més a causa d'una llança persa, però durant aquest temps tractà de revertir els progressos que el cristianisme havia fet després de la fundació de l'imperi. Fins i tot en el seu llit de mort es diu que hauria dit "Tu has guanyat, oh, galileu", una referència al fet que el cristianisme el superava.
L'amenaça de la invasió dels bàrbars i els seus efectes sobre l'Imperi Romà d'Occident es traslladà a l'est. Després d'un govern curt de l'emperador Jovià i un govern conjunt d'ambdós imperis per Valentinià II a l'oest i Valent a l'est, el jove emperador Gracià adoptà la que havia de ser una decisió molt afortunada: trià el general Teodosi I per governar amb ell com a coemperador, i li atorgà autoritat sobre tots els dominis de l'Imperi Romà d'Orient el 379. Això resultà ser una sàvia decisió pel que fa a la supervivència del seu recentment obtingut domini, perquè immediatament es posà a reparar les divisions religioses que havien sorgit durant la inseguretat dels últims anys. La pràctica de l'arrianisme i els ritus pagans foren abolits, i les normes establertes per Constantí a Nicea es restauraren per llei. Pels volts del 395, any en què l'Imperi Romà es va dividir oficialment per la meitat i Teodosi el Gran va morir, aquest era tan fort que ara podria ser considerat un igual.

### Imperi Romà d'Orient

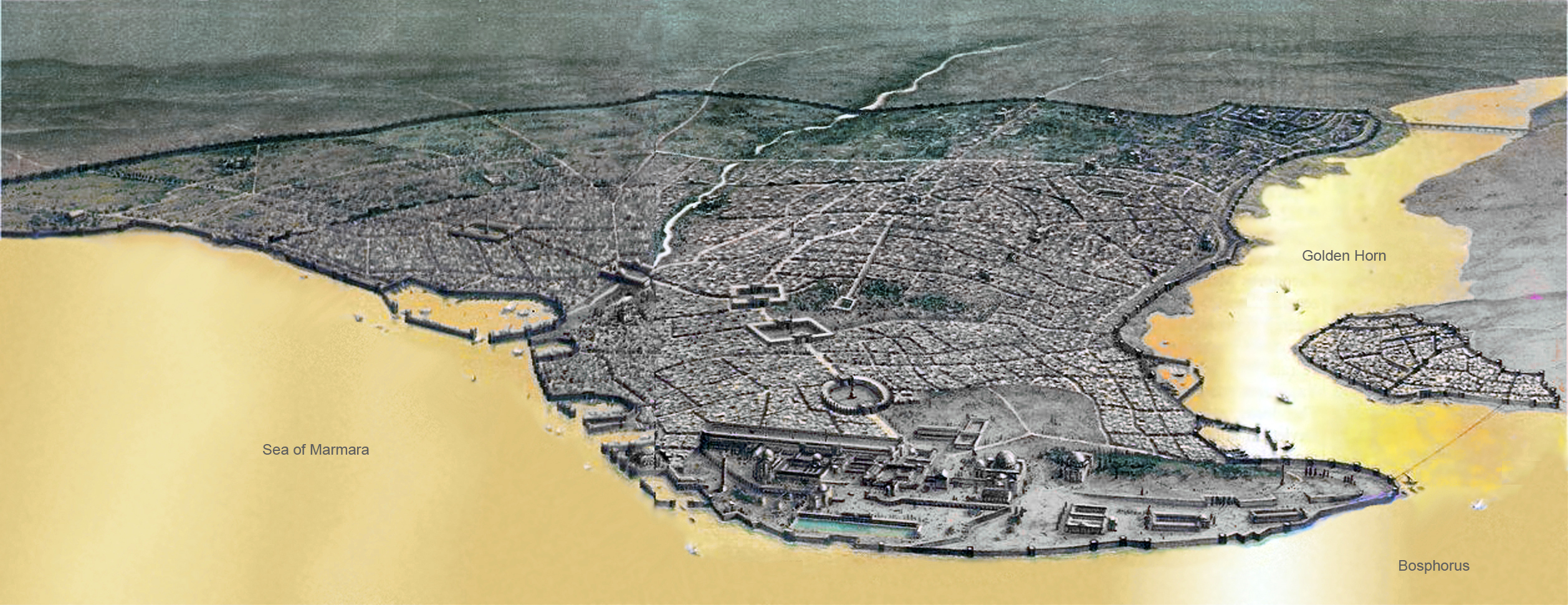
Constantinoble a l'època romana d'Orient

Com a símbol i expressió del prestigi universal del patriarcat de Constantinoble, Justinià I va construir l'església de la Santa Saviesa de Déu, Santa Sofia (Istanbul), que es completà en el curt període de quatre anys i mig (532-537)

L'Imperi Romà d'Orient fou la fase medieval, predominantment de parla grega, de l'Imperi Romà durant l'antiguitat tardana i l'edat mitjana. La seva capital era Constantinoble (avui dia Istanbul), originàriament coneguda com a Bizanci. Inicialment, la meitat oriental de l'Imperi Romà (sovint anomenat l'Imperi Romà d'Orient en aquest context), va sobreviure al segle cinquè Caiguda de l'Imperi Romà d'Occident) i va seguir existint durant mil anys més fins que caigué en mans dels turcs otomans el 1453.

### Intervenció persa
Els perses sassànides, després d'haver lluitat durant segles contra els romans d'Orient i fins i tot haver arribat a assetjar Constantinoble juntament amb els àvars, aplanaren el camí per a una nova amenaça que entrava en escena: els àrabs.

### Conquestes àrabs i amenaces
Els atacs àrabs a tot l'imperi reduïren significativament el territori que un cop governà Justinià I.

### Les croades i els seus efectes
Les quatre croades que van involucrar els romans d'Orient afebliren greument el seu poder, i van donar lloc a una falta d'unitat que mai es va restaurar amb èxit.

### Estats successors rupturistes i caiguda
Els estats de recent formació dels turcs van pressionar gradualment l'imperi tant que era només qüestió de temps la caiguda de Constantinoble el 1453.

## Els seljúcides i elsbeilicatsd'Anatòlia

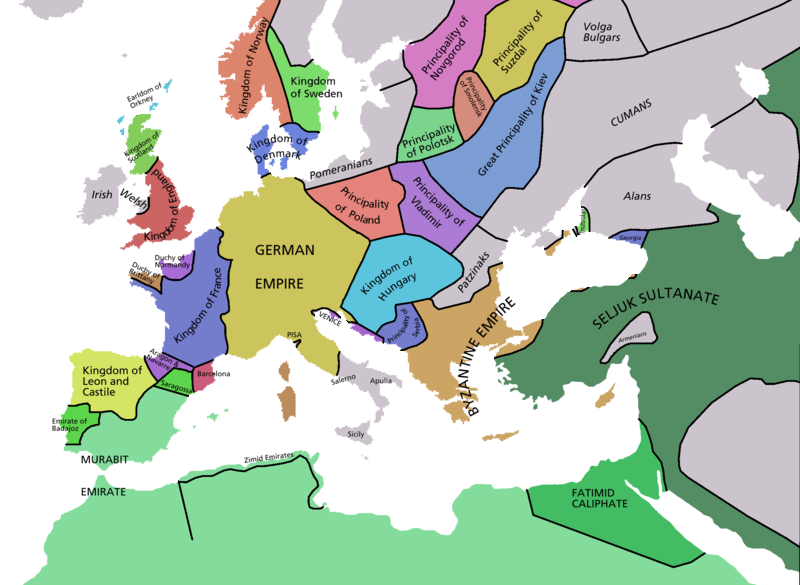
Gran Imperi Seljúcida (verd fosc) i estats veïns, al voltant del 1090

Abans de l'assentament turc, la població local d'Anatòlia havia arribat a un nivell estimat d'entre 12 i 14 milions de persones a la fi del període romà. La migració dels turcs a l'estat que ara és Turquia es va produir durant la principal migració turca per bona part de l'Àsia central cap a Europa i l'Orient Mitjà, i es donà entre els segles VI i XI. Principalment el pobles turquesos que vivien a l'Imperi Seljúcida arribaren a Turquia durant el segle xi. Els seljúcides procediren a conquerir gradualment la part asiàtica de l'Imperi Romà d'Orient. Als segles següents, la població local començà a ser assimilada pel poble turc. Més immigrants turcs van començar a barrejar-se amb els habitants locals durant anys, de manera que la població de parla turca es va veure reforçada. No obstant això s'ha descobert que la majoria de l'ADN dels habitants de la Turquia actual prové de la població nadiua d'Anatòlia en comptes de les tribus turqueses de l'Àsia central.

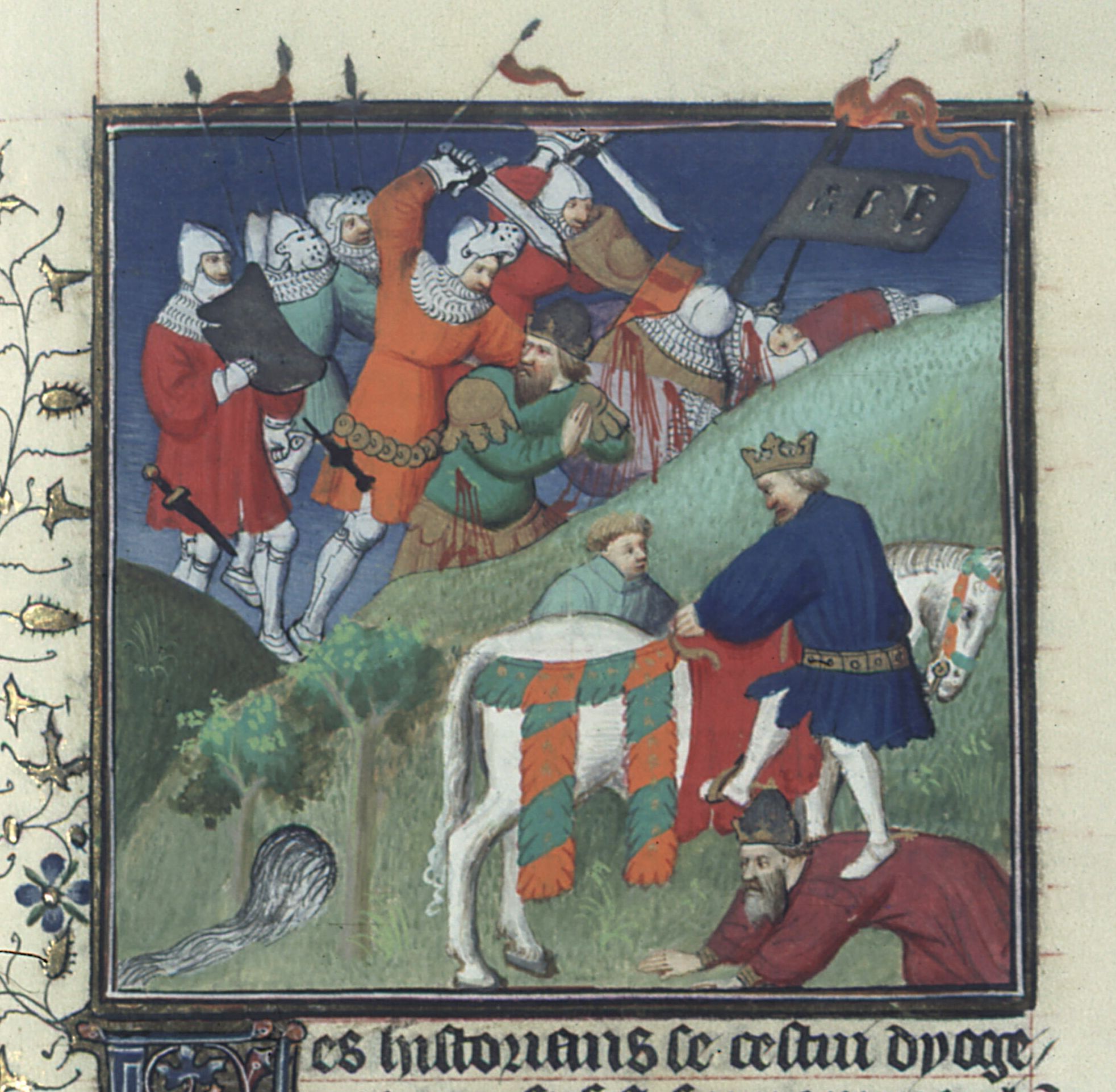
Batalla de Mantziciert

La casa de Seljuk era una branca de la tribu oghuz (escrit també oğuz) kınık, que residia a la perifèria del món musulmà, al nord del Caspi i el mar d'Aral, al gran kanat yabghu de la confederació oğuz en el segle x. Al segle xi, els pobles turquesos que vivien a l'Imperi Seljúcida començaren a migrar de les seves terres ancestrals cap a les regions de l'est d'Anatòlia, que finalment va esdevenir una nova pàtria de les tribus oğuz turqueses després de la batalla de Mantziciert el 26 agost del 1071.
La victòria dels seljúcides va donar lloc al Soldanat de Rum, una branca separada del més extens Imperi Seljúcida i per a alguns principats turcs (beilicats), majoritàriament situats cap a l'est d'Anatòlia, que eren vassalls del Soldanat de Rum.

### Invasió mongola

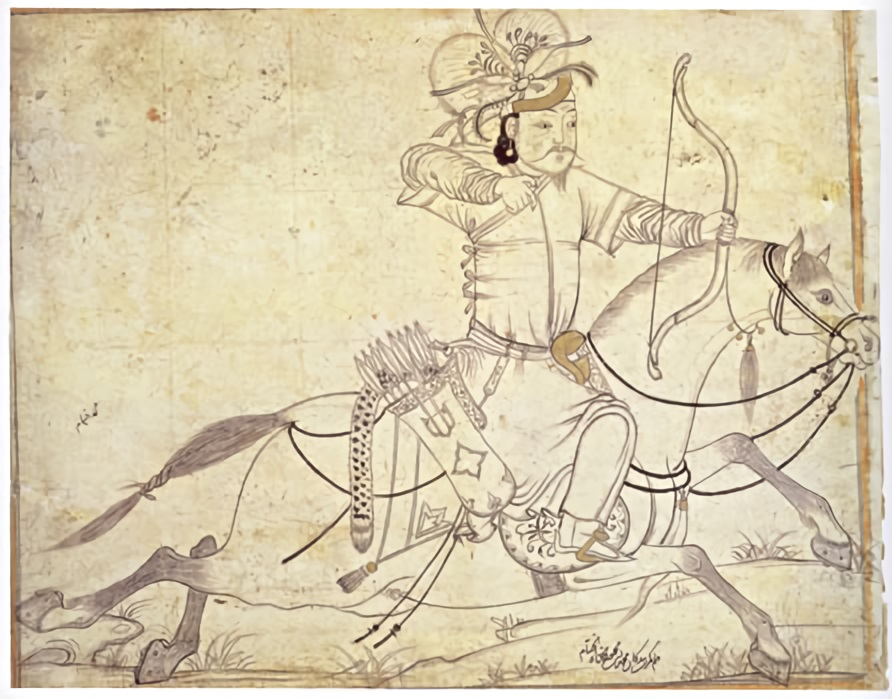
Un arquer il-khànida a cavall al

El 26 de juny 1243, els exèrcits seljúcides van ser derrotats pels mongols en la batalla del Kösedağ i el Soldanat de Rum va esdevenir vassall dels mongols. Això feu que els seljúcides perdessin el seu poder. Hülegü, net de Genguis Kan, fundà l'Il-kanat a la part sud-oest de l'Imperi mongol. L'Il-kanat va governar Anatòlia mitjançant governadors militars mongols. L'últim soldà seljúcida, Massud II, va morir el 1308. La invasió mongola de Transoxiana, Iran, Azerbaidjan i Anatòlia causà que els turcmans es desplacessin a Anatòlia occidental. Els turcmans van fundar alguns principats d'Anatòlia (beilicats) sota el domini mongol a Turquia. Els beilicats més poderosos foren el beylik de Karaman-oğlu i el de Germiyan-oğlu a l'àrea central. Al llarg de la costa del mar Egeu, de nord a sud, s'estenien el beylik de Karesi-oğlu, el de Saruhan-oğlu, el d'Aydın-oğlu, el de Menteşe-oğlu i el beylik de Teke. Els jandàrides (més tard anomenats isfendiyàrides) controlaven la regió de la mar Negra al voltant de Kastamonu i Sinope. El beylik de la dinastia Osman es trobava al nord-oest d'Anatòlia, al voltant de Söğüt, i es tractava d'un estat petit i insignificant en aquell moment. El beylik otomà seria, però, el que es convertiria en l'Imperi Otomà en els següents 200 anys, i s'expandiria pels Balcans i Anatòlia.

## Imperi Otomà

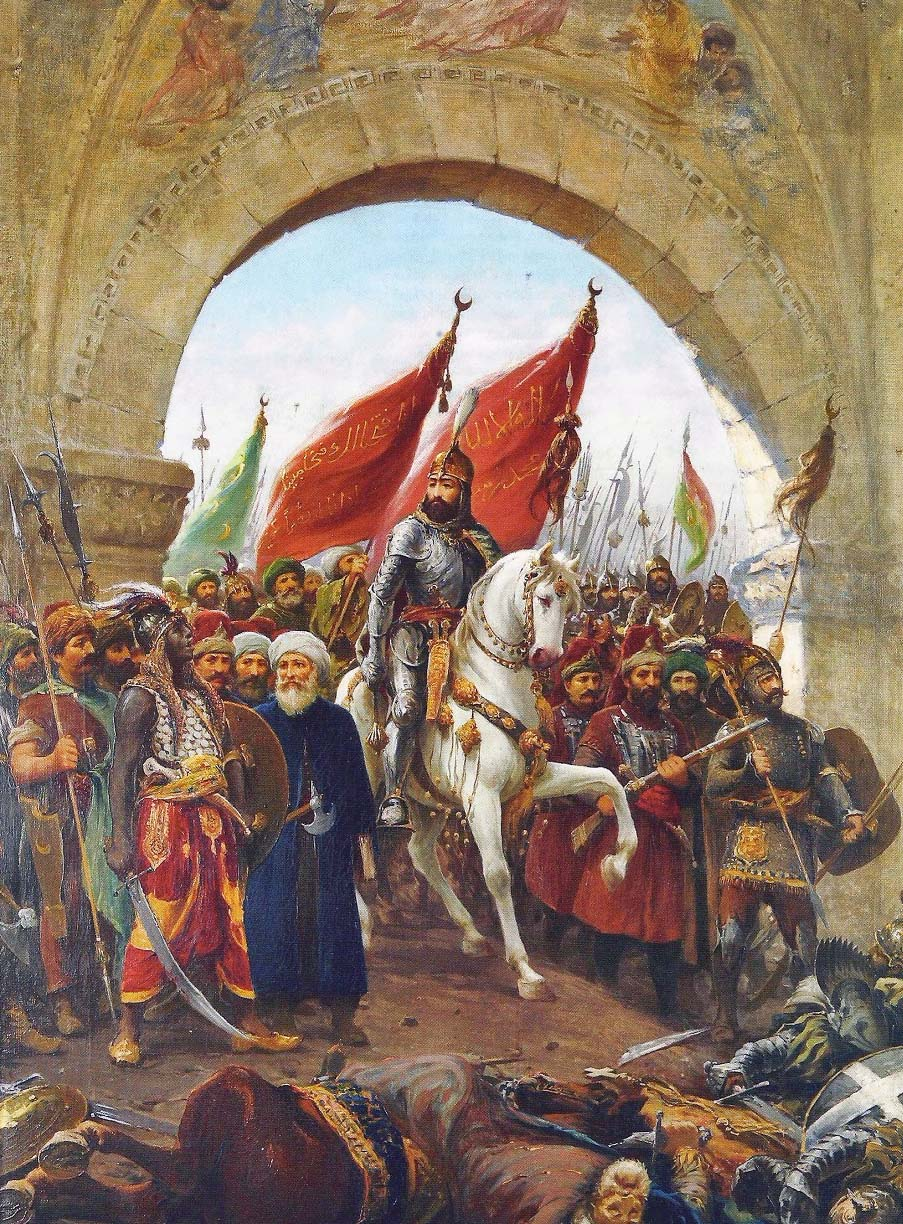
Mehmed II entra a Constantinoble, per Fausto Zonaro

La primera capital del beylik otomà s'ubicà a Bursa. El 1326, Edirne, conquistada al 1361, va ser la següent capital. Després d'expandir-se a Europa i Anatòlia, el 1453, els otomans gairebé van completar la conquesta de l'Imperi Romà d'Orient, capturant la seva capital, Constantinoble, durant el regnat de Mehmed II. Aquesta ciutat va esdevenir la capital de l'imperi després d'Edirne. L'Imperi Otomà continuaria ampliant-se a Anatòlia oriental, Europa central, Caucas, el nord i l'est d'Àfrica, les illes de la Mediterrània, la Gran Síria, Mesopotàmia i la península Aràbiga als segles xv, xvi i xvii.

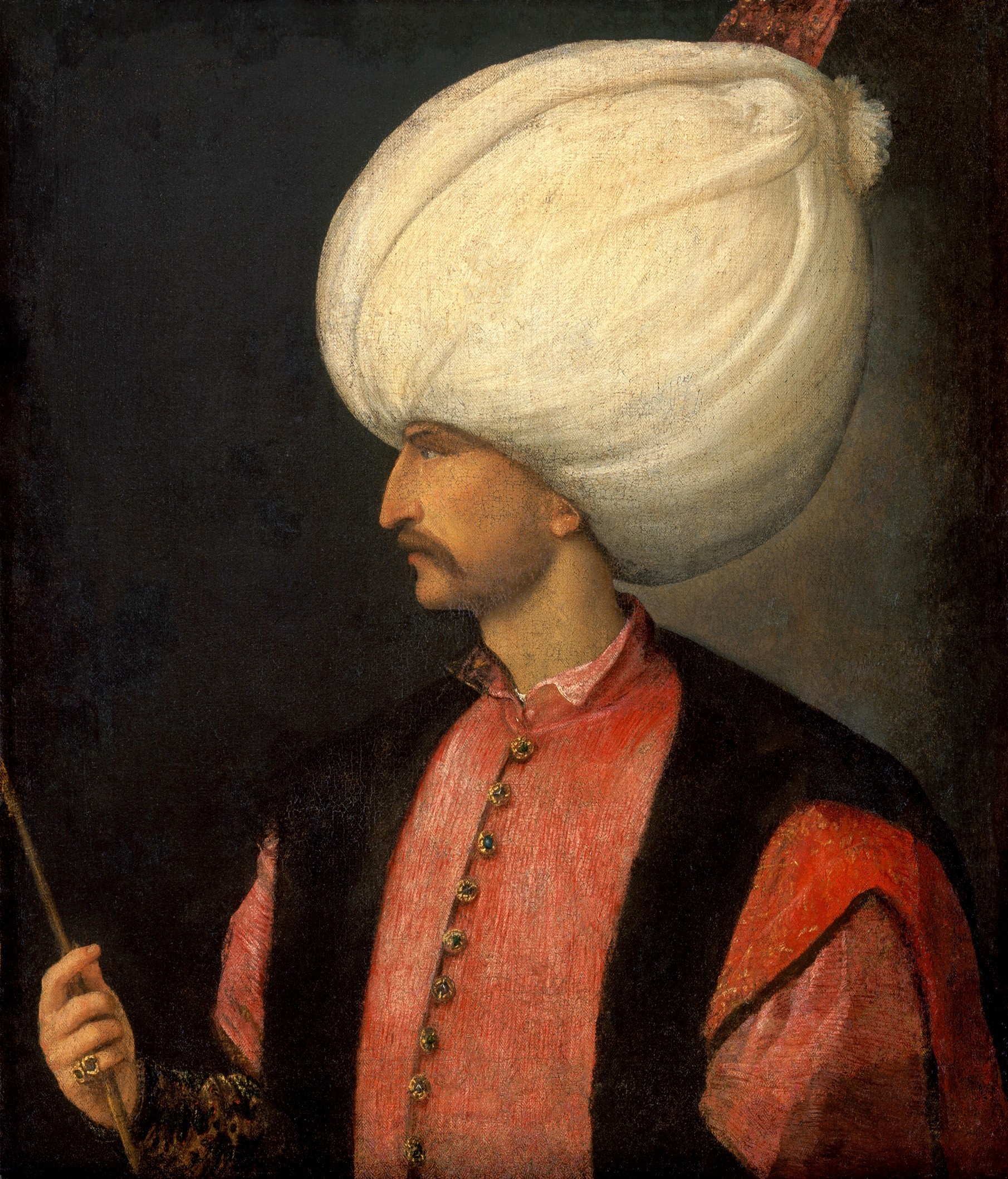
El soldà de l'època d'or, Solimà el Magnífic

El poder i prestigi de l'Imperi Otomà va atènyer el punt màxim en els segles xvi i xvii, sobretot durant el regnat de Solimà el Magnífic. L'imperi va estar sovint en desacord amb el Sacre Imperi Romanogermànic en el seu constant avanç cap a Europa central a través dels Balcans i en la part sud de la Confederació de Polònia i Lituània. A més, els otomans estaven sovint en guerra amb Pèrsia per disputes territorials. Al mar, l'imperi va col·lidir amb les lligues santes, formades pels Habsburg a l'estat espanyol, la República de Venècia i els Cavallers de Sant Joan, pel control de la Mediterrània. A l'oceà Índic, l'armada otomana s'enfrontà sovint a les flotes portugueses per tal de defensar el seu tradicional monopoli sobre les rutes comercials marítimes entre Àsia oriental i Europa occidental; aquestes rutes enfrontaren una nova competència amb el descobriment portuguès del cap de Bona Esperança el 1488.
El tractat de Karlowitz al 1699 marcà el començament de la decadència otomana; alguns territoris es van perdre pel tractat: Àustria rebé tota Hongria i Transsilvània, excepte el Banat; Venècia va obtenir la major part de Dalmàcia, juntament amb la Morea (la península del Peloponès al sud de Grècia); Polònia recuperà Podòlia. Al llarg dels segles XIX i XIX, l'Imperi Otomà continuà perdent territoris, incloent Grècia, Algèria, Tunísia, Líbia i els Balcans en les guerres balcàniques del 1912-1913. Els seus habitants eren de diverses ètnies: turcs, armenis, kurds, grecs, francesos i italians (sobretot de Gènova i Venècia). Davant de les pèrdues territorials per totes bandes, l'Imperi Otomà s'alià amb Alemanya, i la va recolzar amb tropes i equip. L'Imperi Otomà s'uní en la Primera Guerra Mundial a les potències centrals, després d'acceptar dos vaixells de guerra alemanys com a refugiats.
El 30 d'octubre de 1918, es va signar l'armistici de Mudros, seguit de la imposició de tractat de Sèvres el 10 d'agost del 1920 per les potències aliades, que no fou mai ratificat. El tractat de Sèvres trencaria l'Imperi Otomà i forçaria grans concessions sobre els territoris de l'imperi a favor de Grècia, Itàlia, Gran Bretanya i França. Comença la Guerra d'Independència turca.

## República de Turquia

### Període de partit únic
La història moderna de Turquia s'inicia amb l'establiment de la república el 29 d'octubre de 1923 (la república fou declarada el 20 de gener de 1921), amb Mustafa Kemal Atatürk com a primer president.
El 3 de març de 1924, l'Assemblea Nacional va abolir el Ministeri de la Sagrada Llei, totes les escoles passaren a estar sota supervisió del Ministeri d'Educació i una nova constitució s'aprovà el 20 d'abril de 1924. Durant els següents 10 anys, va haver-hi un procés estable d'occidentalització secular, les reformes del qual han estat anteriorment citades, i que va ser dirigit per Mustafa Kemal.
Després de la fundació del Partit Republicà Liberal per Ali Fethi Okyar, grups fanàtics religiosos es van unir als liberals, i s'estengueren sagnants desordres a continuació, sobretot al territori oriental. El Partit Liberal fou dissolt el 17 de novembre de 1930 i cap temptativa addicional darrere d'una democràcia multipartidista es proposà fins al 1945; governà un únic partit, el Partit Republicà del Poble (Cumhuriyet Halk Partisi), fundat per Atatürk. Turquia va passar a ser membre de ple dret en la Societat de Nacions al juliol de 1932.
El successor d'Atatürk després de la seua mort el 10 de novembre de 1938 fou Ismet Inönü. Quan tots els seus veïns occidentals estaven sota l'ocupació alemanya o italiana durant la Segona Guerra Mundial, Turquia signà un tractat de pau amb Alemanya i oficialment va romandre neutral fins al final de la guerra. Al 1945 Turquia s'incorpora a les Nacions Unides, i el febrer de 1945 declara la guerra a Alemanya i Japó. Açò fou en part simbòlic, ja que cap tropa turca entrà en batalla. Turquia fou admesa en l'Organització del Tractat de l'Atlàntic Nord (OTAN) el 1952.

### Període multipartidista
A causa de la creixent pressió i influència d'intel·lectuals liberals i grups religiosos el govern multipartidista fou instaurat de nou en les eleccions de 1950, i en resultà vencedor el Partit Demòcrata (Demokrat Parti) d'Adnan Menderes. El govern fou molt popular al principi, suavitzà les restriccions enfront de l'islam i presidí una economia en auge. Durant la segona meitat de la dècada, no obstant això, l'economia entrà en crisi i el govern va introduir lleis de censura que limitaven la dissensió. L'alta inflació i un deute massiu danyà la reputació de l'executiu demòcrata. Davant aquesta situació l'exèrcit va protagonitzar un colp d'estat el 27 de maig de 1960; el general Cemal Gürsel va retirar dels seus càrrecs al president Celal Bayar i el primer ministre Adnan Menderes, el segon dels quals fou executat. L'exèrcit va retornar l'estat a mans del control civil en l'octubre de 1961.
El sistema polític que va sorgir a conseqüència del colp de 1960 estava fracturat; produí una sèrie de coalicions de govern inestables en el parlament, que alternaven entre el Partit de la Recta Via (Doğru Yol Partisi) de Süleyman Demirel d'una banda i el Partit Republicà del Poble (Cumhuriyet Halk Partisi) d'Ismet Inönü i Bülent Ecevit d'altra. El 1971 s'organitzà un nou colp d'estat: abolí un parlament ja per si mateix fracturat durant l'executiu de Demirel. Durant la coalició del primer ministre Bülent Ecevit amb el Partit de Salvació Nacional (Milli Selamet Partisi-MSP) de tendència religiosa, Turquia efectuà una operació militar a Xipre el 1974 amb la finalitat d'intervenir en la crisi produïda per un colp d'estat la intenció del qual era unificar l'illa amb Grècia i que estava causant greus problemes a la minoria turca de l'illa, creant un conflicte que fins al dia d'avui encara no s'ha resolt. L'escena política fragmentada i una pobra economia van conduir a una violència en auge entre grups nacionalistes paramilitars, anomenats Bozkurtlar ('Llops grisos') fomentats pel Partit del Moviment Nacional (Milliyetçi Hareket Partisi-MHP) i els comunistes als carrers de les ciutats de Turquia. Un parlament paralitzat i gran nombre de víctimes d'aquests tràgics successos van desembocar en un altre cop d'estat el 1980. Després d'un període de tres anys, els militars van retornar el govern a mans civils, prohibiren el retorn a la política de Demirel, Ecevit, a més d'altres polítics turcs.
Des de 1983 (fins almenys el 1999), els nombre de partits que participaven en l'assemblea augmentà, el vot es va dispersar de manera progressiva i el percentatge de vots obtinguts pel partit més votat va decréixer del 45% al 20%. Els partits tenien vincles molt dèbils amb la societat i es veien obligats a formar governs de coalició.
Després de retirar-se de la política el president Kenan Evren (líder del colp de 1980 que va accedir al càrrec tal com va fer en el seu moment Atatürk, abandonant la seua condició de general de l'exèrcit turc), Özal fou elegit president, deixà el parlament en mans de Yıldırım Akbulut, i després, el 1991, a càrrec de Mesut Yılmaz. Yılmaz redoblà el perfil econòmic de Turquia i en renovà l'orientació cap a Europa. De les ruïnes del sistema polític anterior va sorgir una forma de govern monopartidista regida pel Partit de la Mare Pàtria (Anavatan Partisi) de Turgut Özal, que va combinar un programa econòmic global juntament amb valors socials conservadors. Amb Özal, l'economia va ressorgir, i en la dècada dels 90, algunes ciutats com Gaziantep (una menuda capital de província) van passar a ser veritables centres neuràlgics de l'economia turca.
Però la inestabilitat política seguida d'un gran nombre de polítics incompetents va aparèixer de nou, i el Partit de la Mare Pàtria es va fer cada vegada més corrupte. Turgut Özal va morir d'un atac cardíac al 1993 i Süleyman Demirel va ser elegit president. Les eleccions de 1995 van conduir a una coalició de govern efímera entre el Partit de la Mare Pàtria de Yilmaz i el Partit de la Recta Via, ara amb Tansu Çiller com a capdavanter. Ciller llavors donà un gir i s'alià amb el Partit del Benestar (Refah Partisi, RP), encapçalat per Necmettin Erbakan, antic líder del Partit de Salvació Nacional (Milli Selamet Partisi-MSP); permeté a Erbakan entrar en l'executiu principal. El 1998, en un pseudocolp d'estat postmodern, els militars, com a garants del laïcisme instaurat en la República turca per Atatürk, van jutjar perilloses per a la naturalesa secular de Turquia la política de suport del govern d'Erbakan a certs assumptes religiosos: li enviaren un ultimàtum sol·licitant-li que dimitira, la qual cosa va fer. A partir d'aqueix moment, el Partit del Benestar d'Erbakan fou prohibit. Un nou govern es formà amb la coalició del Partit de la Mare Pàtria (Anavatan Partisi) i el de l'Esquerra Democràtica (Demokratik Sol Partisi, DSP) d'Ecevit donà suport al seu torn al Partit Republicà del Poble (Cumhuriyet Halk Partisi CHP), liderat per Deniz Baykal. Durant aquest govern, Abdullah Öcalan, capdavanter del grup revolucionari i independentista kurd PKK, fou capturat a Kenya. Va ser processat per traïció a la pàtria i condemnat a mort, però la seua pena fou revocada i des de llavors el cas segueix en el Tribunal europeu dels Drets Humans.
El DSP guanyà àmpliament en les eleccions 1999. El segon lloc va ser, sorprenentment, per al nacionalista Partit del Moviment Nacional (Milliyetçi Hareket Partisi-MHP). Aquests dos, al costat del Partit de la Mare Pàtria (Anavatan Partisi) de Yilmaz van formar govern. L'opinió del poble era que aquesta coalició fallaria; no en va eren els hereus dels dos grups que lluitaven tan violentament als carrers de Turquia durant la dècada dels 70 i els 80. No obstant això, el govern fou en certa manera eficaç, si no harmoniós: feu una reforma econòmica molt necessària, instituí la legislació de drets humans, i portà a Turquia més prop de la Unió Europea. Una sèrie de crisis econòmiques va conduir a noves eleccions el 2002, que dugué al poder al Partit de la Justícia i el Desenvolupament (Adalet ves Kalkınma Partisi AKP) de l'actual primer ministre turc i antic alcalde d'Istanbul Recep Tayyip Erdoğan, un partit de tendència islamista conservadora, però a la manera dels partits democristians europeus. El seu govern ha vist grans avanços en economia i gràcies a la seua política domèstica de canvis (avanç en els drets humans, reconeixement de la llengua kurda, etc.) ha assolit iniciar el procés d'adhesió a la Unió Europea el 3 d'octubre de 2005.
El 29 de maig de 2013 s'inicià la protesta estudiantil en defensa del Parc Gezi, a Istambul, i es convertí en moviment de protesta contra el Partit de la Justícia i el Desenvolupament encapçalat pel primer ministre, Erdogan. La protesta de rebuig contra Erdogan es va estendre per tota Turquia a causa de la resposta policial desproporcionada. El company de partit, Gül, va criticar també a Erdogan. Durant un breu temps, hi hagué una discussió interna al partit. Erdogan es va sobreposar a la crisi a causa de la falta d'unitat de l'oposició (els kurds no convergien amb l'ecologisme) i pel suport dels musulmans turcs, que cada vegada era menys laïcista.
Les polítiques repressives respecte el dret de llibertat d'expressió i de reunió, l'empresonament de polítics, periodistes, militars, empresaris i professors universitaris i la intromissió en el poder judicial fetes per Erdogan van ocasionar que des de 2014 les organitzacions de drets humans criticaren l'estat del país turc negativament.
Entre 1980 i el 2015, els militants del Partit Kurd dels Treballadors havien assassinat més de 40.000 persones a l'estat turc com a acció terrorista per exigir un estat kurd independent.
Durant els anys 2011 i 2016, Turquia ha rebut més de 2,6 milions de sirians, desplaçats fugint de la Guerra Civil siriana. Els va acollir sense donar-los l'estatuts de refugiats i els polítics turcs van iniciar esforços per integrar-los en el mercat de treball i la societat en general.
El 15 de juliol de 2016 es va produir una temptativa de cop d'estat militar contra el president Recep Tayyip Erdoğan que va ser sufocada a les poques hores gràcies a la mobilització popular que no va obeir el toc de queda decretat pels militars revoltats i va envair els carrers d'Ankara i Istanbul.
L'abril de 2017, es va canviar el sistema parlamentari per un règim presidencialista mitjançant un referèndum constitucional. Un observador internacional va dir que 2,5 milions de vots d'aquest referèndum podrien haver estat manipulats.
L'agost de 2018, els Estats Units, presidits per Donald Trump, imposà sancions econòmiques per la captura d'un pastor estatunidenc per les autoritats turques. Aquest pastor fou alliberat l'octubre d'eixe any. A més, el gener de 2019, el president amenaçà amb accions econòmiques si les autoritats turques atacaven els soldats kurds a Síria mentre Estats Units en retirava les seues tropes.
Leyla Guven, una parlamentària kurda, va ser alliberada a la fi de gener de 2019 després d'haver fet una vaga de fam durant 80 dies.
El març de 2019, Amnistia Internacional va denunciar que el judici que es feia a 18 advocats acusats de pertànyer al Partit Kurd dels Treballadors no era just.